# Stiftskirche St. Cyriakus (Gernrode)

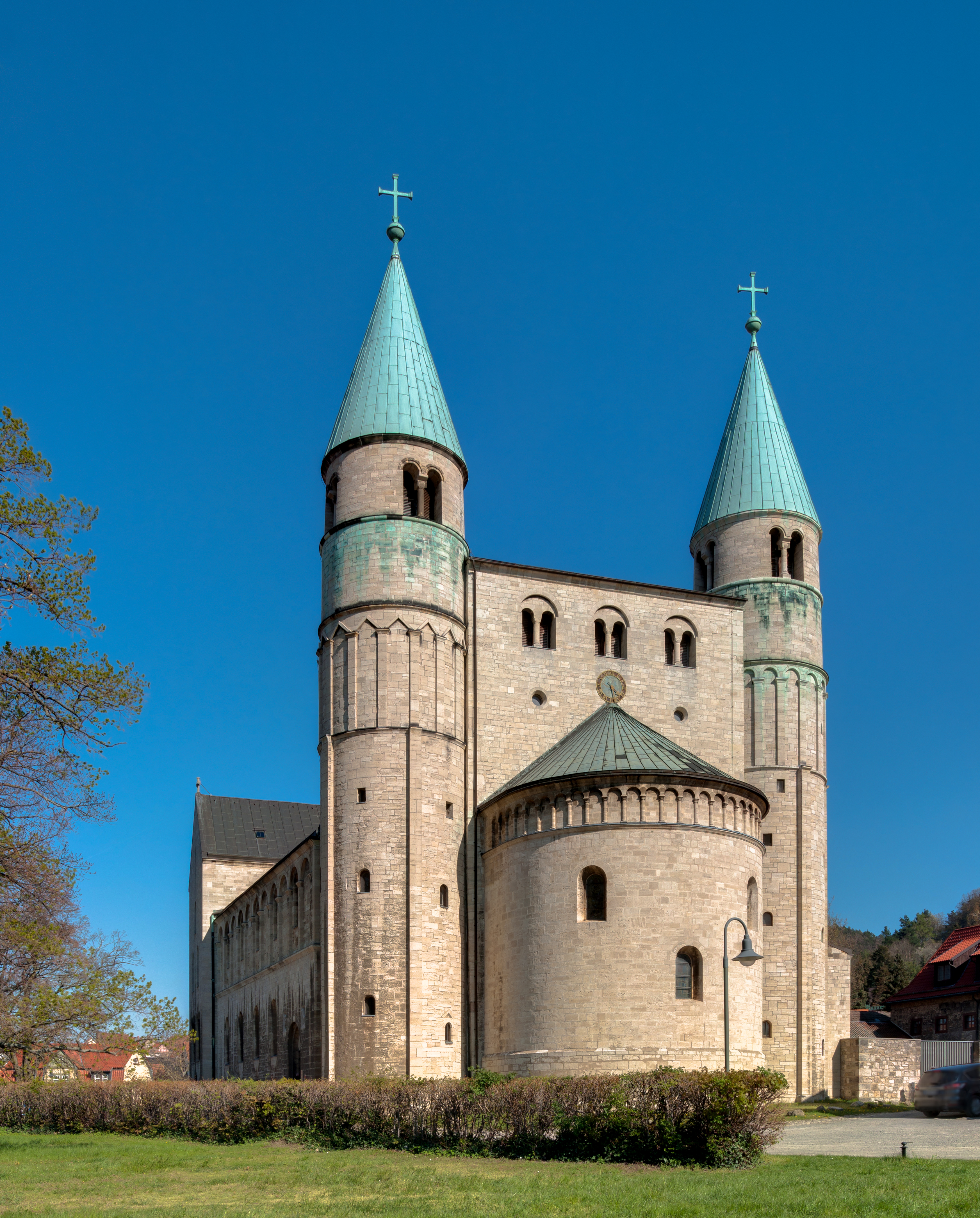
Westfront der Stiftskirche St. Cyriakus

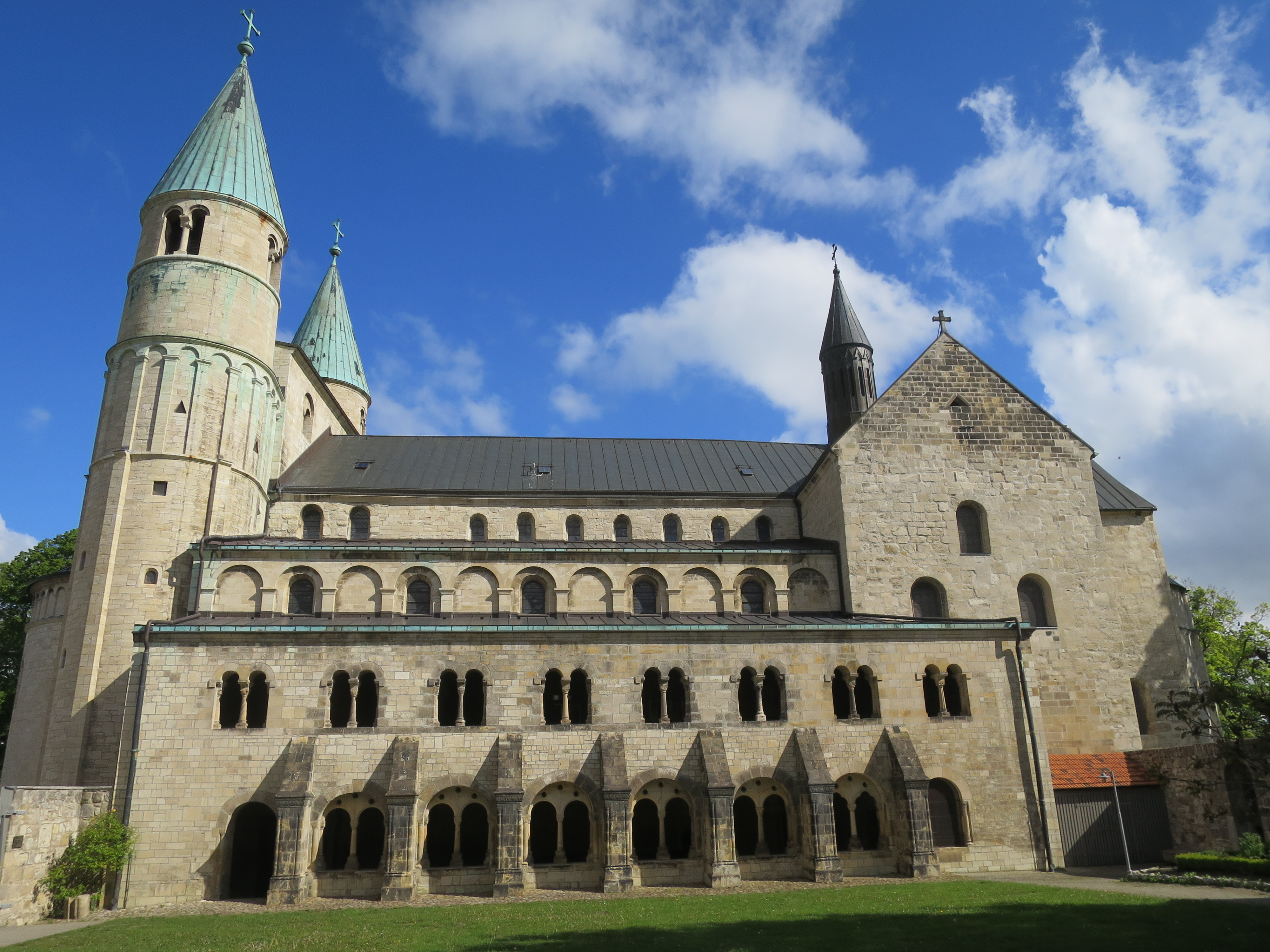
Südansicht mit vorgelagertem Kreuzgang

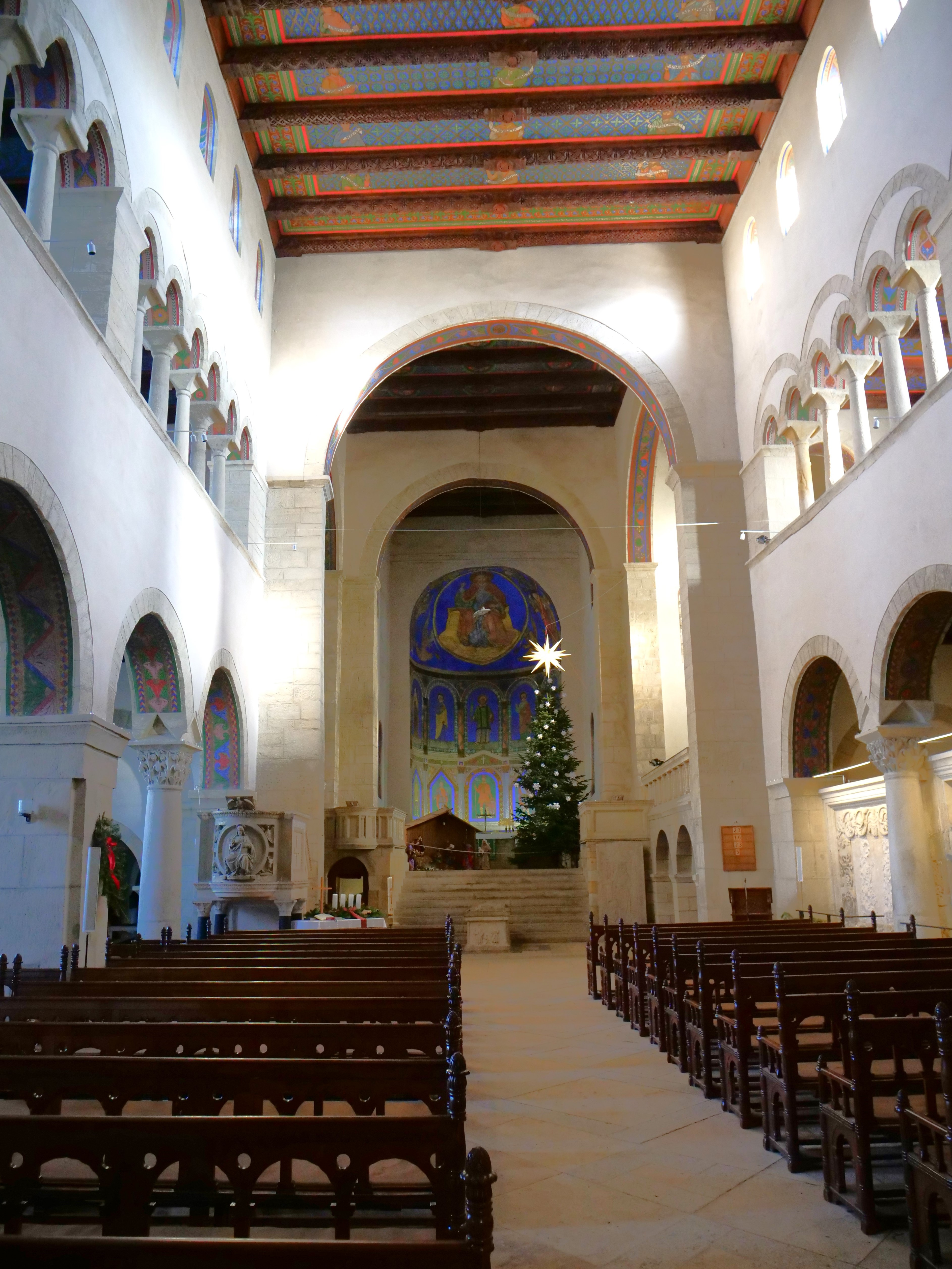
Mittelschiff und Ostchor (2025)

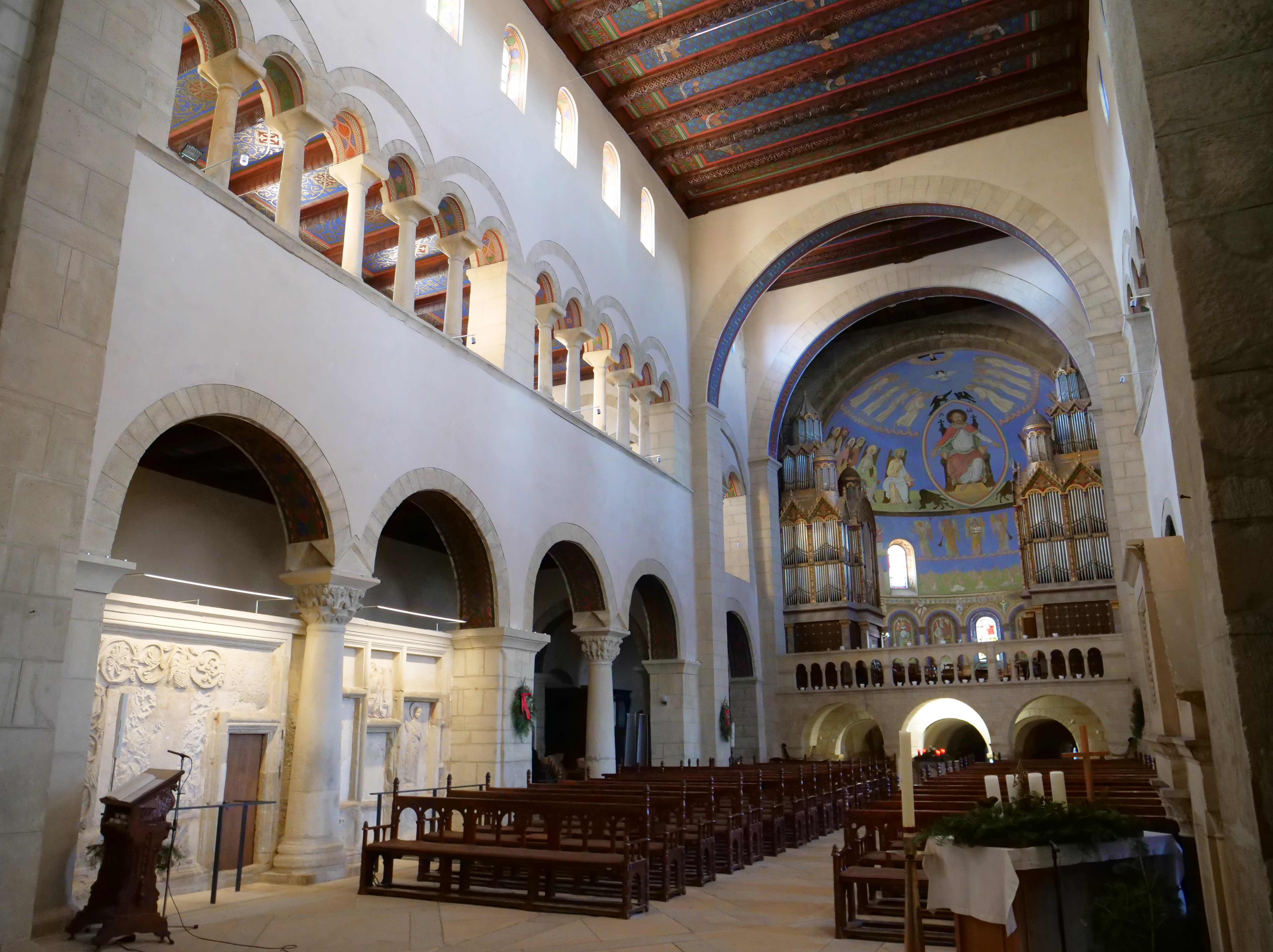
Innenansicht mit Westchor und geteilter Orgel

Die Stiftskirche St. Cyriakus in Gernrode (Landkreis Harz, Sachsen-Anhalt) ist eines der bedeutendsten ottonischen Architekturdenkmale in Deutschland. Die Kirche, die erstmals im Jahr 961 erwähnt wurde, befindet sich aufgrund der Restaurierungen im 19. Jahrhundert heute weitgehend wieder im Zustand des 10. Jahrhunderts; lediglich die westliche Apsis wurde um 1130 ergänzt. Die Kirche war die Stiftskirche des vom Markgrafen Gero gegründeten Frauenstifts Gernrode, dem bis zur Auflösung im Jahre 1616 Äbtissinnen aus den adeligen Familien der Region vorstanden. Die Kirche wurde 1521, als sich die Äbtissin Elisabeth von Weida der Reformation anschloss und ihr Stift säkularisiert wurde, protestantisch und war damit eine der ersten protestantischen Kirchen weltweit. Seit der Restaurierung nutzt sie die evangelische Kirchengemeinde Gernrode als Pfarrkirche.

## Baugeschichte

### Gründung und Gründungsbau
Das Frauenstift Gernrode wurde 959 von Markgraf Gero nach dem Vorbild des adligen Konvents Santa Ciriaco bei Santa Maria in Via Lata in Rom gegründet. Gero war zuvor lange eine der wichtigsten Stützen der Herrschaft Kaiser Ottos I. gewesen und reich begütert. Die als Sitz für das Stift gewählte Burg Gernrode war einer von Geros Hauptsitzen. Zur Gründung des Stiftes führte, dass das Aussterben von Geros Familienlinie 959 absehbar war: Sein Sohn Siegfried, der als Mitgründer des Stiftes gilt, starb kinderlos in diesem Jahr, wahrscheinlich nach längerer Krankheit. Geros gleichnamiger jüngerer Sohn war als Diakon vermutlich schon vor seinem Bruder Siegfried verstorben. Die Stiftung einer religiösen Frauengemeinschaft sollte durch andauerndes Gebetsgedenken dem Seelenheil Geros und seiner Söhne dienen (Memoria). Siegfrieds Witwe Hathui wurde von Gero als erste Äbtissin Gernrodes eingesetzt. Das Stift in Frose, das Gero 950 gegründet hatte, wurde in ein Frauenstift umgewandelt und der Neugründung unterstellt. Die reiche Ausstattung des Stifts mit Gütern, Geros politische Bedeutung und auch die Hathuis, die sehr wahrscheinlich eine Nichte der Königin Mathilde war, machten die Neugründung zu einem der angesehensten Frauenstifte des Reiches, vergleichbar den von Verwandten des ottonischen Herrschergeschlechts geleiteten Stiften zu Gandersheim, Quedlinburg und Essen. Bereits 961 erhielt das neugegründete Stift von Otto I. den Status eines Reichsstiftes.

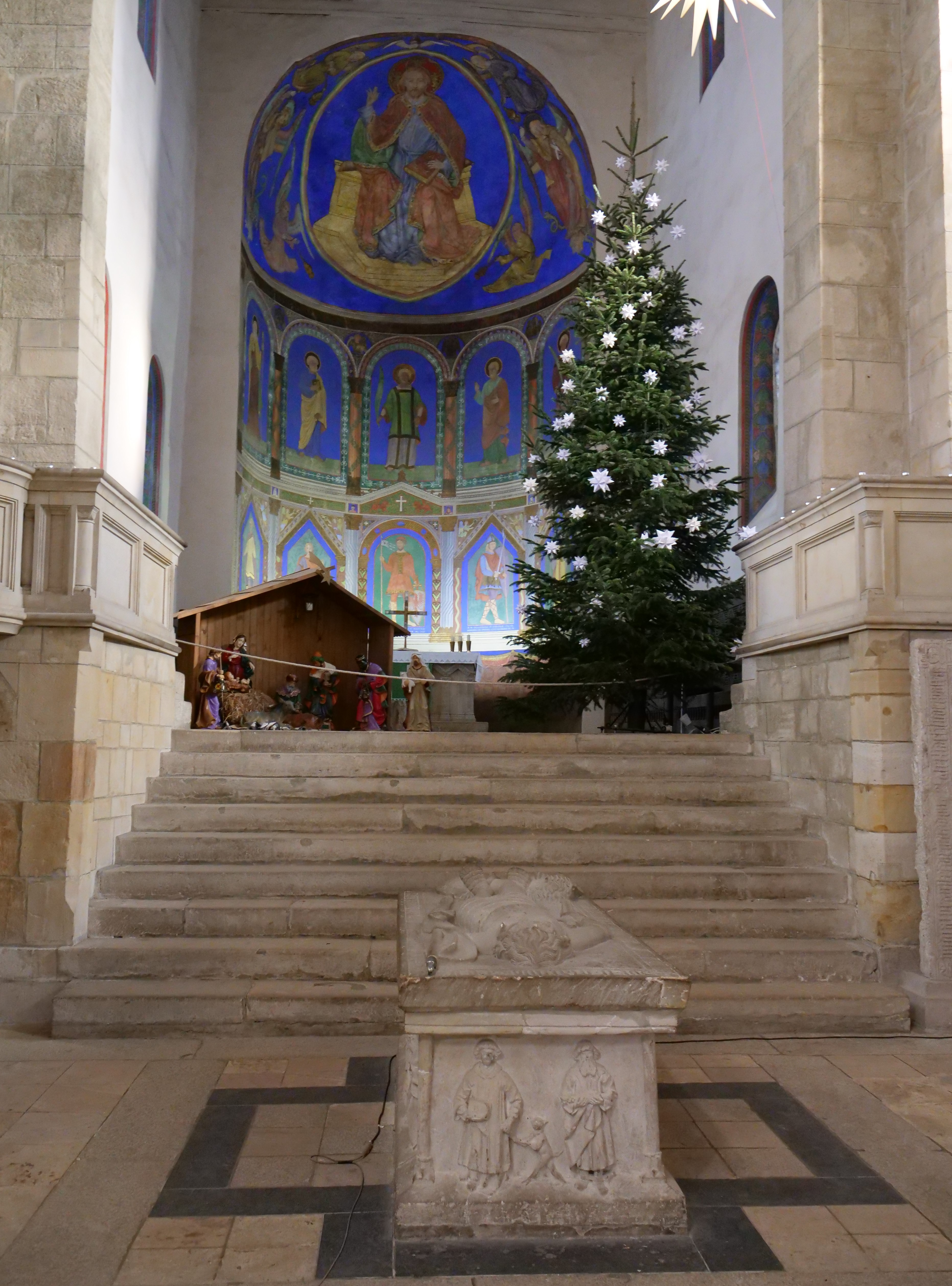
Tumba des Stifters Gero vor dem Ostchor (Januar 2025)

Mit dem Bau der Kirche wurde wahrscheinlich bereits im Jahr der Stiftsgründung begonnen. Die Kirche war vermutlich zunächst den Stiftspatronen Maria und Petrus gewidmet. Nachdem sie jedoch eine Armreliquie des Heiligen Cyriakus erhalten hatte, die Gero vermutlich bereits 950 in Rom zunächst für die Abtei Frose erworben hatte, wurde dieser Heilige Patron von Stift und Kirche. Beim Tod Geros 965 war der Bau bereits so weit fertiggestellt, dass dieser an der herausragenden Stelle, nämlich in der Vierung, beigesetzt werden konnte.
Der Gründungsbau kann anhand der noch vorhandenen Bausubstanz weitgehend rekonstruiert werden. Er war eine kurze dreischiffige Basilika mit Stützenwechsel. Die Seitenschiffe besaßen Emporen. St. Cyriakus ist damit eine Emporenbasilika, eine aus Byzanz stammende Form, die hier erstmals nördlich der Alpen verwirklicht wurde. An das Langhaus schloss sich im Osten ein Querhaus an, das mit dem Mittelschiff eine Vierung bildete. Östlich vom Querhaus lagen Nebenapsiden an den Querhausarmen und ein Chor mit Apsis. Unter dem Chorbereich befand sich eine kurze dreischiffige Hallenkrypta mit einem Zugang durch zwei seitliche Stollen. In der Westwand der Krypta bestand eine Confessio. Der Bau besaß ein Westwerk aus einem quadratischen Mittelturm, der westlich von zwei runden Treppentürmen flankiert wurde. Östlich begleiteten den Mittelturm quadratische Flankenräume. Eine Empore im Westwerk und in den Flankenräumen hatte Verbindung zu den Emporen in den Seitenschiffen.

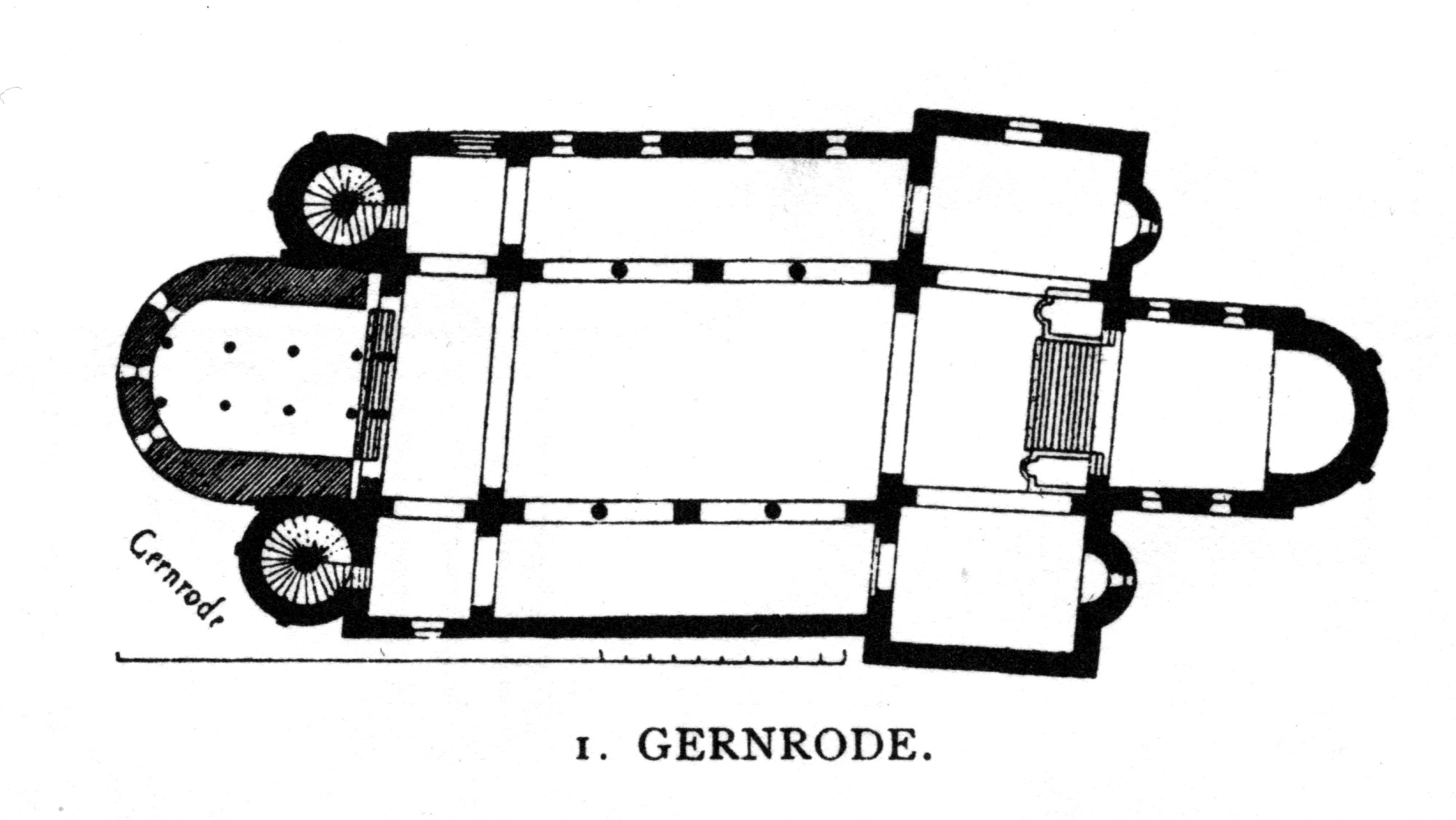
Grundriss

Noch heute ist am Grundriss der Kirche zu erkennen, dass die Mittelachsen von Westwerk, Kirchenschiff und Ostteil verschoben sind. Dies wird darauf zurückgeführt, dass zunächst der Ostteil gebaut wurde, dann das Westwerk und erst zuletzt das Kirchenschiff, an dessen Stelle vermutlich eine provisorische Kirche stand, die das Ausfluchten verhinderte. Die Anlage der Kirche deutet auf einen Gesamtbauplan, da sie um das kurze, nur zwei Doppeljoche umfassende Langhaus herum konzipiert ist. Den Doppelarkaden des Erdgeschosses entsprechen jeweils drei Doppelarkaden auf den Emporen, jede einzelne von einem Bogen überfangen. Die Zweiteilung des Erdgeschosses wird im Emporengeschoss durch einen Mittelpfeiler fortgesetzt. Die Säulen des Kirchenschiffs tragen Maskenkapitelle, die sich aus korinthischen Kapitellen ableiten. Bemerkenswert sind die aus dem Blattwerk der Kapitelle erscheinenden Gesichter. Die Pfeiler zwischen den Säulenarkaden des Langhauses tragen keine Kapitelle, die Kämpfer sitzen unmittelbar auf den Pfeilern auf.

### Erweiterung zur Doppelchoranlage

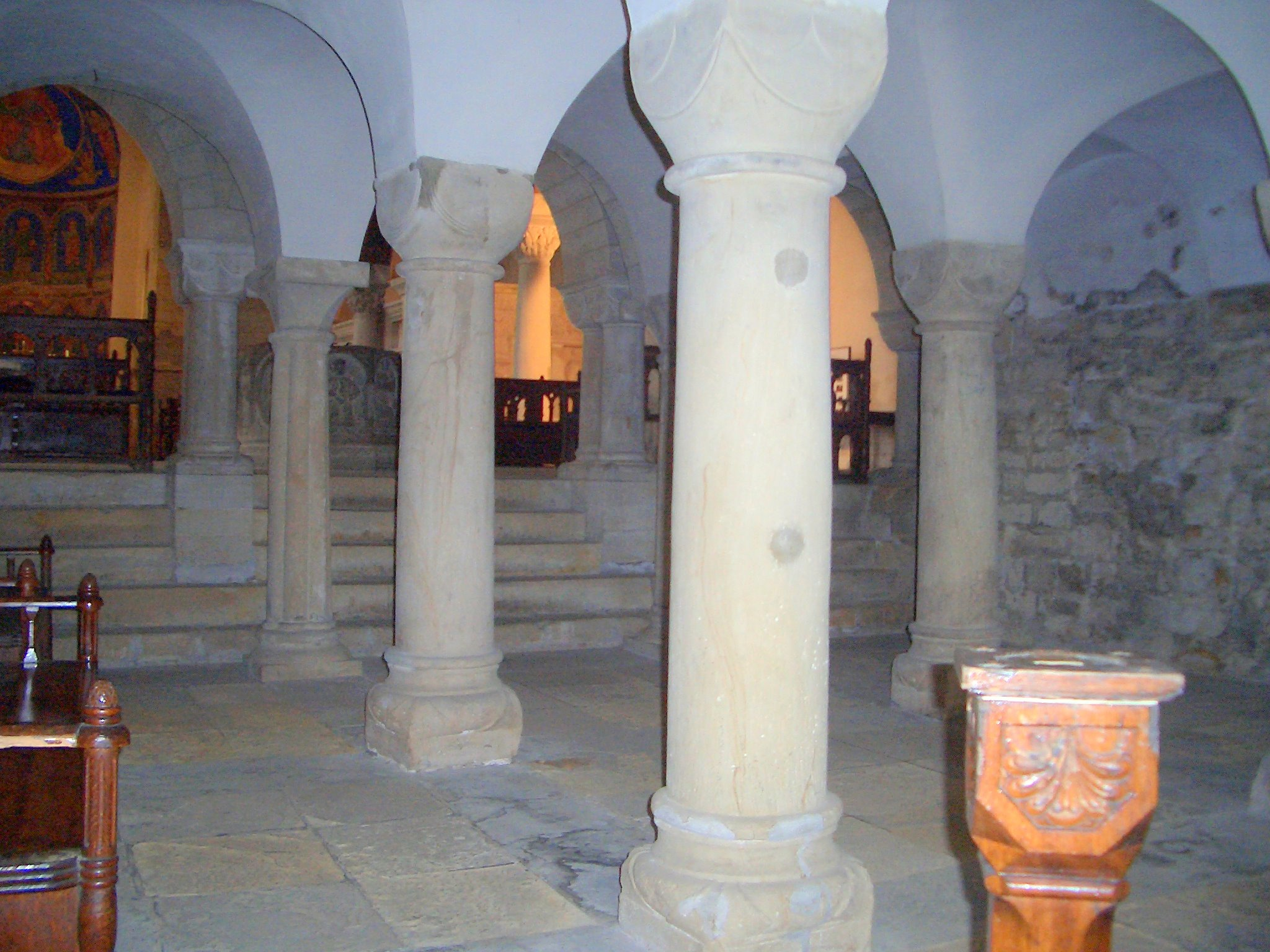
Die Säulen der Westkrypta zeigen typisch romanische Formen

Im 12. Jahrhundert wurde die Kirche teilweise erheblich umgestaltet. Optisch am auffälligsten war die Erweiterung des Westwerks. Die gerade Westwand, die den Gründungsbau abgeschlossen hatte, entfiel durch den Bau des Westchores mit Westapsis und der darunter liegenden, dreischiffigen Westkrypta. Westapsis und Krypta dienten der Verehrung des Heiligen Metronus, der zum zweiten Stiftspatron neben Cyriakus wurde. Die Treppentürme des Westwerkes wurden erhöht. Diese Erhöhung ist daran zu erkennen, dass den durch feinteilige Blendarkaturen ausgezeichneten Geschossen des Turmpaares zwei weitere unverzierte Geschosse aufgesetzt wurden. Darüber hinaus entstand das oberste Turmgeschoss mit den gekuppelten Fensteröffnungen erst im 12. Jahrhundert. Außerdem ließen sich in Höhe des unteren Simses der beiden durch Blendarkaturen ausgezeichneten Obergeschosse die Anfänge von Gesimsstücken nachweisen. Bei dem Umbau entfielen auch die Emporen der Seitenschiffe, vermutlich weil die Wände der Seitenschiffe erneuert wurden. Die Querhausarme erhielten Emporen und wurden zur Vierung geöffnet, so dass ein durchlaufendes Querhaus entstand. Das heilige Grab in der Mitte des südlichen Seitenschiffes wurde erneuert. Zudem wurden der sich an die Kirche anschließende Flügel des Kreuzgangs in seiner noch heute bestehenden doppelstöckigen Form erbaut.

### Spätere Baugeschichte bis zur Restaurierung

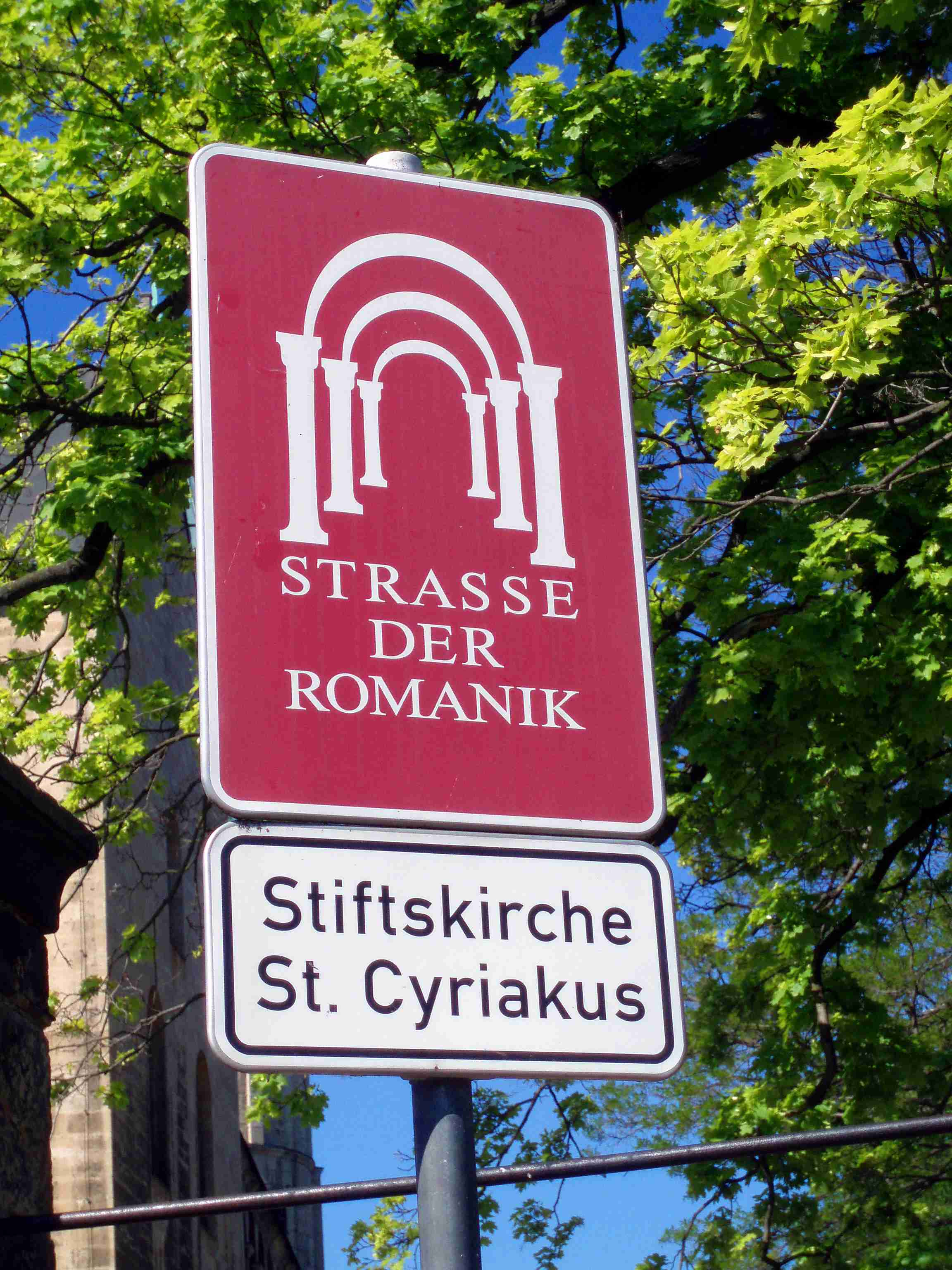
Historisches Kleinod

In den nördlichen Arm des Querhauses wurde in spätgotischer Zeit eine Schatzkammer eingebaut. Mit der Aufhebung des Stiftes 1616 begann die Kirche zu verfallen. Die Stiftsgebäude, die im 18. Jahrhundert noch fast vollständig erhalten gewesen sind, wurden im 19. Jahrhundert abgebrochen. Die Kirche selbst diente als landwirtschaftliches Gebäude. Die Fenster wurden teilweise zugemauert, die Apsiden wurden durch Mauern vom Rest der Kirche abgetrennt und erhielten Zugänge von außen. In dieser Zeit dienten die Krypten zur Aufbewahrung von Kartoffeln, die Langhausempore als Getreidespeicher und im Kreuzgang war Vieh untergebracht.
Erst 1834 machte der Kunsthistoriker Franz Theodor Kugler auf den heruntergekommenen Bau aufmerksam. Als mittelalterlicher Bau fand die „neuentdeckte“ Kirche im Zeitalter des Historismus Beachtung. Der Kunsthistoriker Ludwig Puttrich bewegte Herzog Leopold Friedrich von Anhalt-Dessau dazu, den weiteren Verfall zu verhindern und eine Restaurierung zu veranlassen.

### Restaurierung durch Ferdinand von Quast

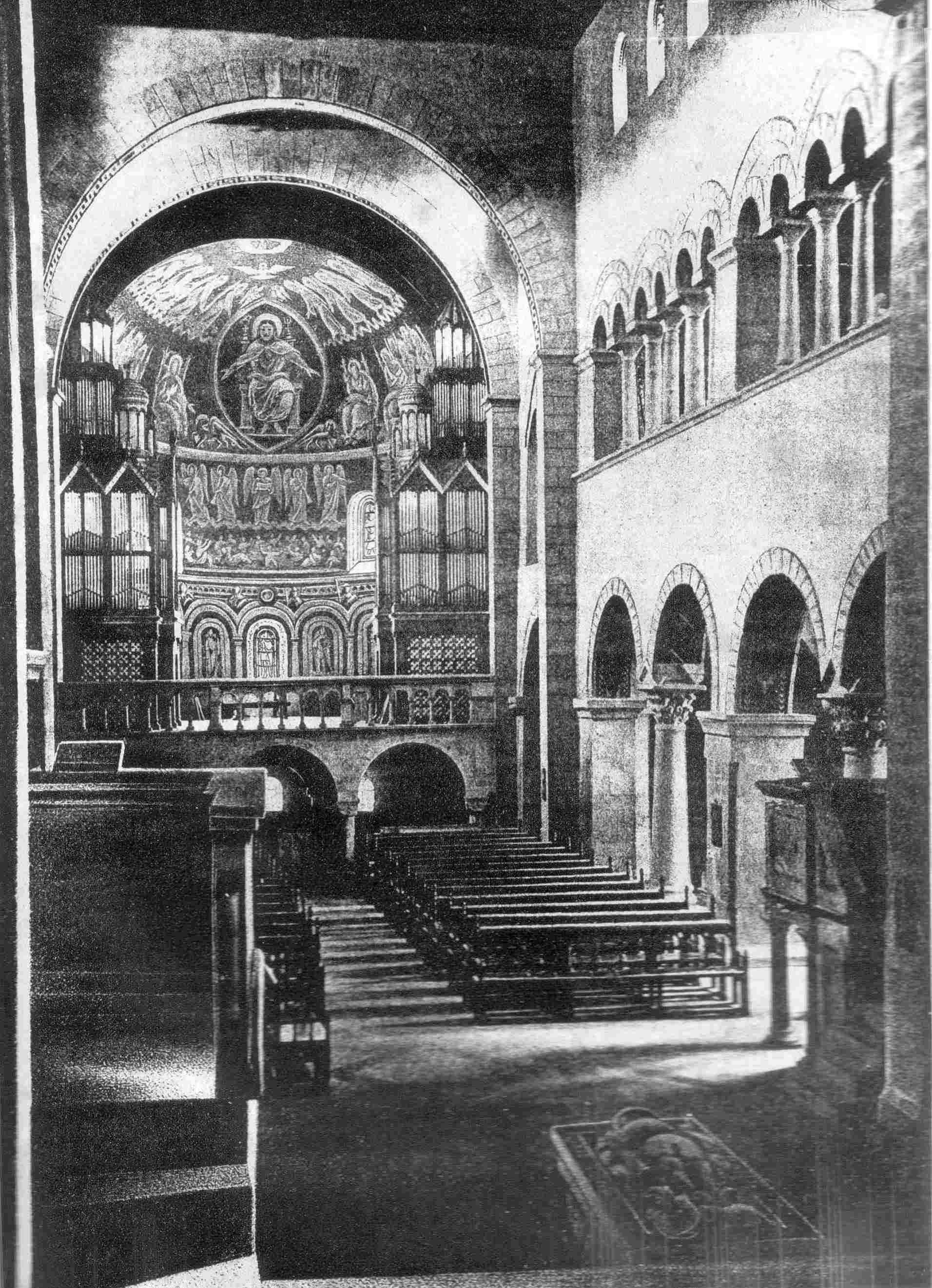
Blick ins Mittelschiff nach Westen und auf die geteilte Orgel, 1877

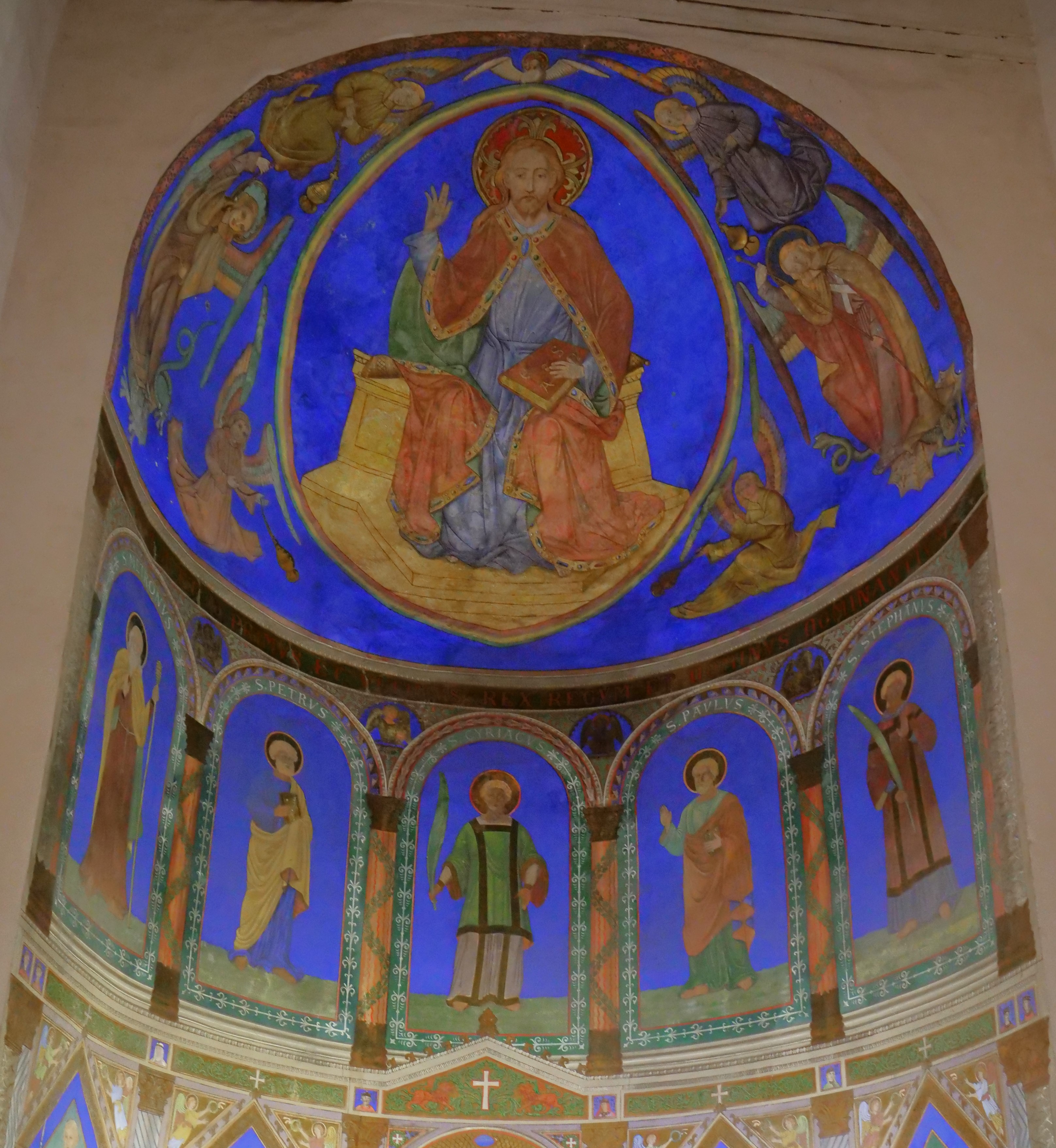
Salvator-Mundi-Malerei im Ostchor

Mit der Restaurierung der Stiftskirche beauftragt wurde ein ausgewiesener Experte in der noch neuen Disziplin der Denkmalpflege, der preußische „Konservator der Denkmäler“ Ferdinand von Quast. Er untersuchte zunächst die vorhandene Bausubstanz. Seine Aufzeichnungen erlauben es, die 1858 noch vorhandenen Teile des Ursprungsbaus und des romanischen Umbaus zu unterscheiden. Ferdinand von Quast bewahrte bei der Restaurierung 1858 bis 1866 weitgehend die originalen Bauformen. Die Emporen des Langhauses wurden wieder geöffnet, die Öffnungen in den Außenwänden der Apsiden wieder geschlossen und die Apsiden erneut zur Kirche hin geöffnet.
Lediglich die Ausmalung der Kirche gestaltete von Quast nach seinen eigenen Vorstellungen. Die bunten Fresken an Ost- und Westapsis sind romanischer Wandmalerei historistisch nachempfunden, geben aber einen guten Eindruck von der (nur selten noch erhaltenen) Farbwirkung romanischer Kirchen.
Seine Pläne, die Stiftsklausur wieder aufzubauen und die Türme des Westbaus zu erhöhen, um die Anlage an ein idealisiertes Bild des Mittelalters anzupassen, wurden nicht umgesetzt. Die Ausgestaltung der Kirche durch von Quast hat wie die Kirche selbst den Status eines Denkmals.

### Spätere Baumaßnahmen

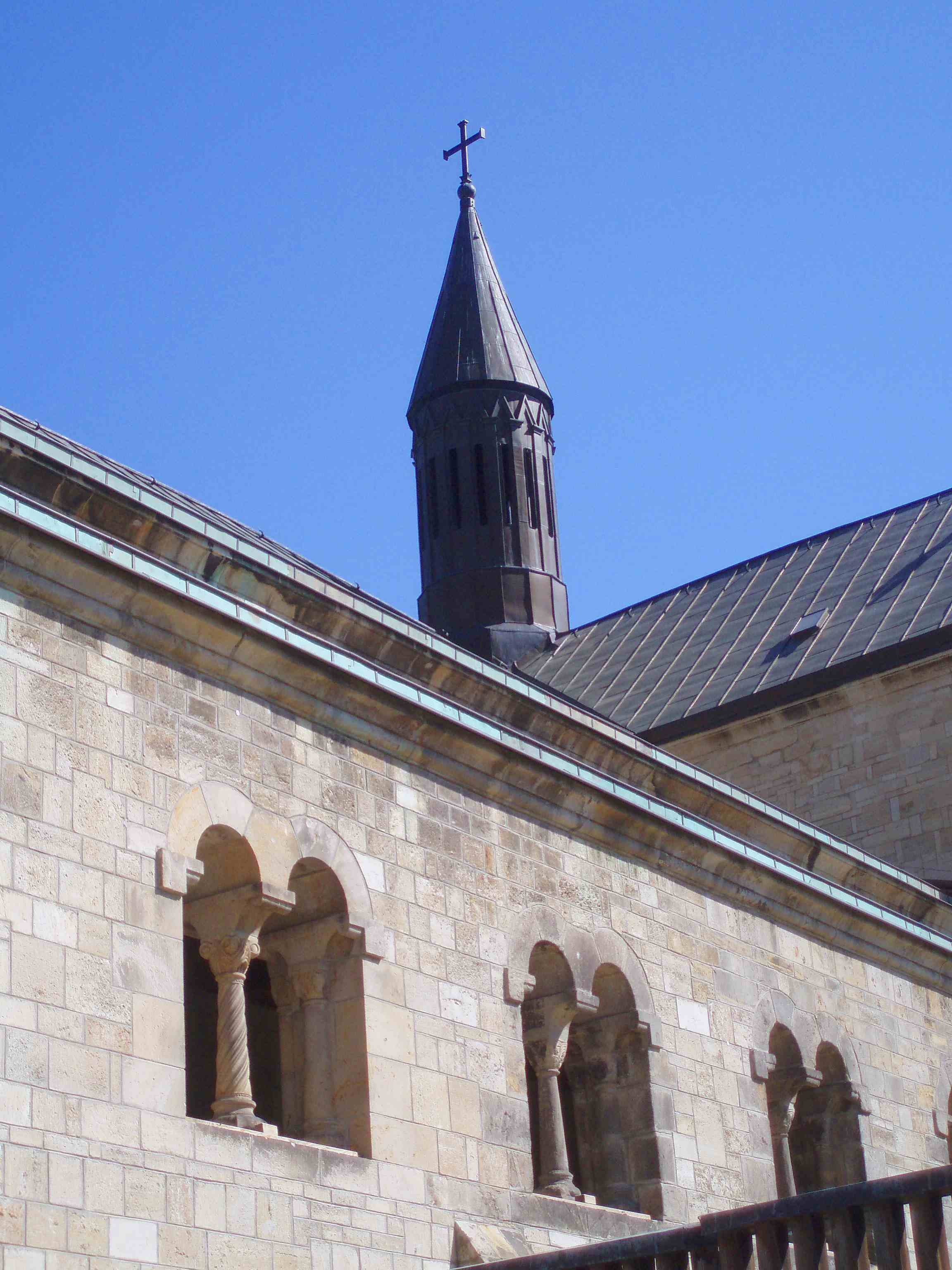
Detail des Südflügels mit angebautem Kreuzgangflügel und Dachreiter-Ergänzung

Zwischen 1907 und 1909 wurde der nördliche und 1910 der südliche Treppenturm des Westwerks grundlegend erneuert, woran zwei in das Mauerwerk eingelassene Steintafeln erinnern. Die Kirche präsentiert sich damit äußerlich weitgehend im Bauzustand von 1130, die markanteste Ausnahme ist der Dachreiter über der Vierung, den von Quast entsprechend seinen Vorstellungen eines idealisierten Mittelalters hinzufügte. Die Vorgehensweise von Quasts ist nach heutigen denkmalpflegerischen Vorstellungen nicht unumstritten, da seit Georg Dehio in der Denkmalpflege Konservierung Vorrang vor der Restaurierung bzw. Rekonstruktion hat.
Seit der Erneuerung der Türme haben an der Kirche lediglich konservatorische Baumaßnahmen stattgefunden. Bedroht wird der Bau vor allem durch aufsteigende Feuchtigkeit. Diese trägt Salze, die während der Nutzung des Stiftsgeländes als landwirtschaftliche Domäne mit dem Urin des Viehs in den Boden gelangten, in das Mauerwerk. Eine weitere Bedrohung stellt die klimatische Beanspruchung der Kirche durch Beheizung und stärkeren Besuch dar, die sich durch Kondenswasserniederschlag besonders an der Ausmalung von Quasts sowie an den hölzernen Deckenbalken bemerkbar macht.

## Nutzungsgeschichte und heutige Nutzung

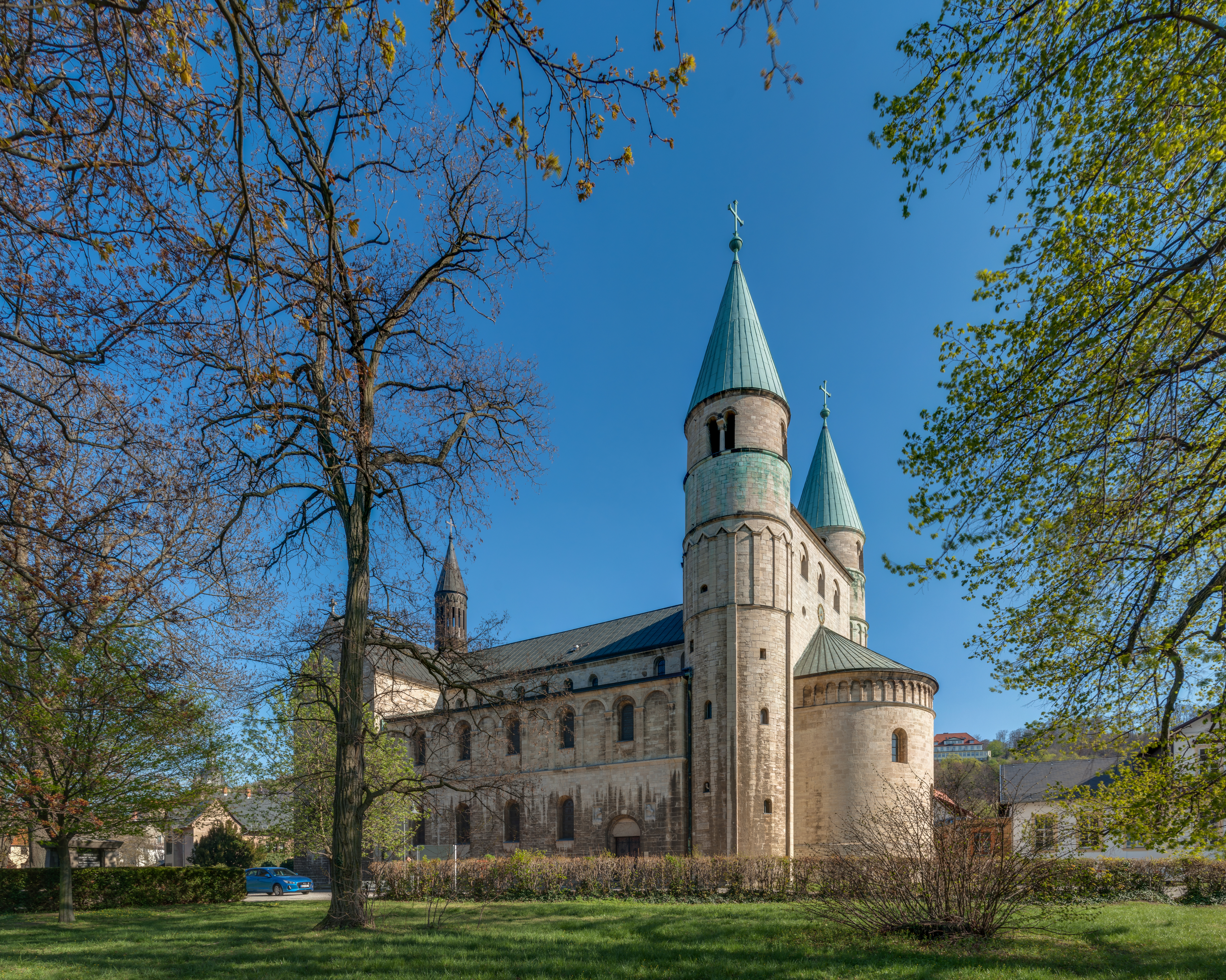
Nordseite, sichtbar die dem Westwerk vorgelagerte Westapsis

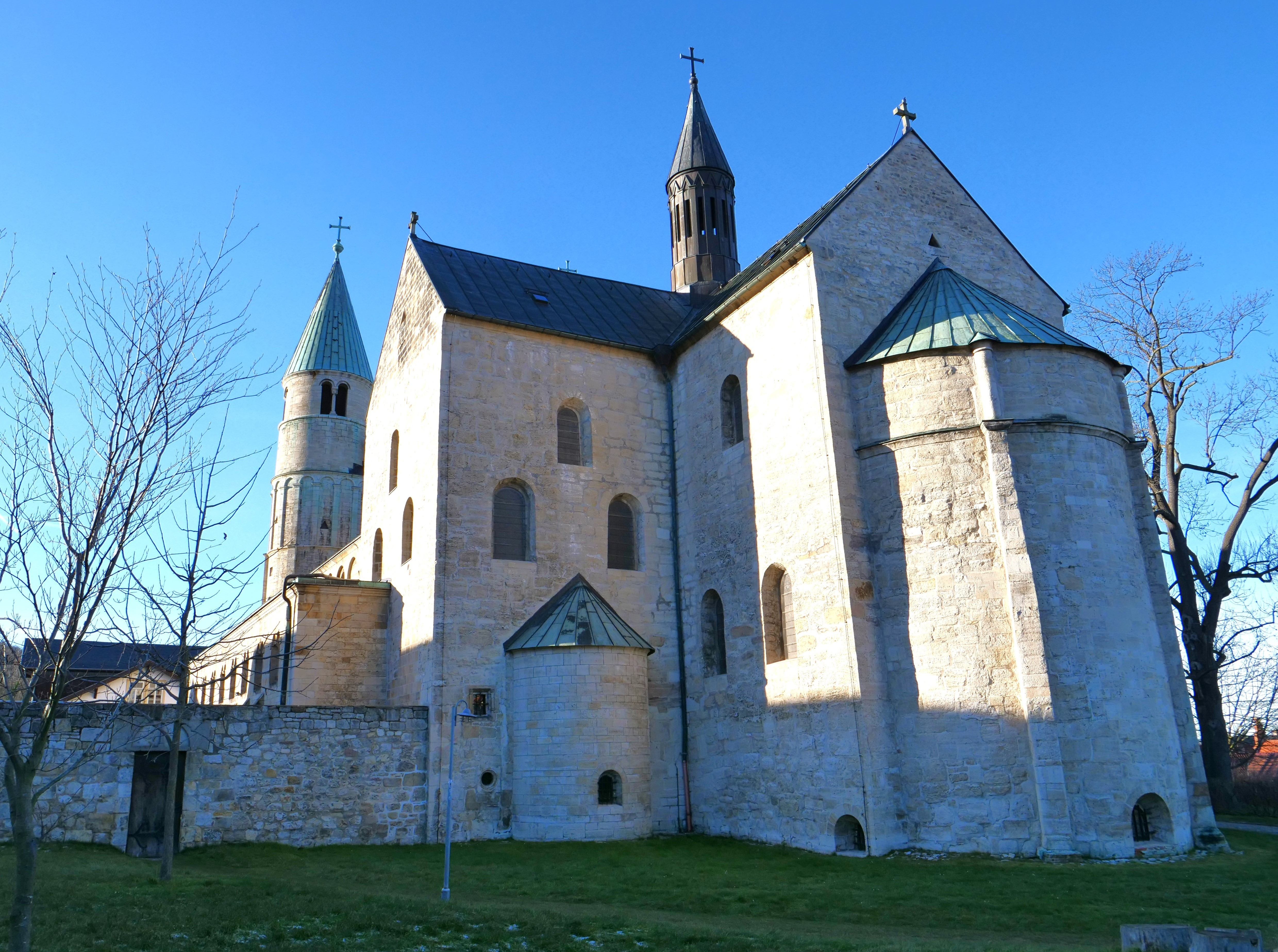
Die Kirche von Südosten

St. Cyriakus war seit der Gründung des ersten Kirchenbaus bis zur Auflösung 1616 die Stiftskirche des von Gero gegründeten Frauenstifts und Mittelpunkt des Stiftslebens. Sie war weder Pfarr- noch Bischofskirche, sondern diente hauptsächlich den Angehörigen des Frauenstifts. Ihre Stellung war daher einer Klosterkirche vergleichbar, auch wenn das Stift Gernrode wahrscheinlich nicht der benediktinischen Klosterregel folgte, sondern der Institutio sanctimonialium, der 816 von der Aachener Reichssynode festgelegten kanonikalen Lebensform für Frauenkommunitäten, wie sie in den vom sächsischen Hochadel begründeten Stiften Essen, Gandersheim, Quedlinburg oder Elten angewendet wurden. In der Kirche fanden die Stundengebete und Messen der Stiftsgemeinschaft statt sowie Fürbitten für die verstorbenen Stiftsangehörigen, die adeligen Förderer des Stiftes und deren Vorfahren im Rahmen des organisierten Totengedenkens.
Da sich die Äbtissin Elisabeth von Weida bereits 1521 der evangelischen Lehre Martin Luthers anschloss, wurde die Stiftskirche eine der ersten evangelischen Kirchen weltweit. Das Frauenstift war von 1521 bis zur Auflösung evangelisch-lutherisch, danach diente die Kirche zeitweise einer reformierten Gemeinde. Erst diese entfernte die mittelalterliche Ausstattung. Später erfolgte eine Profanierung, die Kirche diente unter anderem als Getreidespeicher. Seit der Restaurierung ist die Stiftskirche Pfarrkirche der evangelischen Gemeinde St. Cyriakus Gernrode, einer Gemeinde der Evangelischen Landeskirche Anhalts. Außer zu Gottesdiensten wird sie auch für Konzerte genutzt, unter anderem wird das Osterspiel der Stiftsliturgie alljährlich zu Ostern aufgeführt.
Die Kirche steht seit 1960 unter Denkmalschutz und ist heute Bestandteil der Straße der Romanik.

### Exkurs: Liturgische Nutzung um 1500

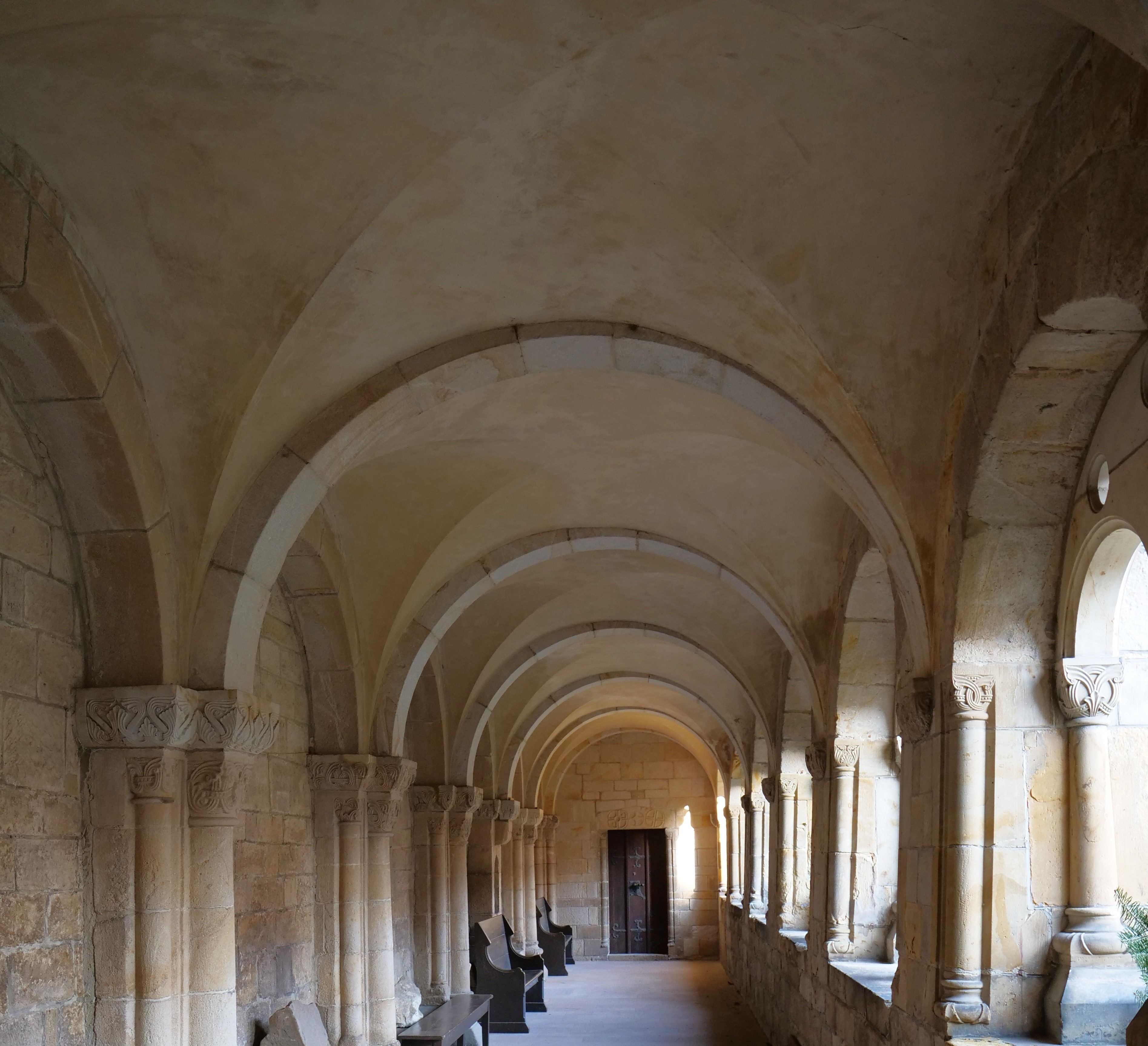
Kreuzgang

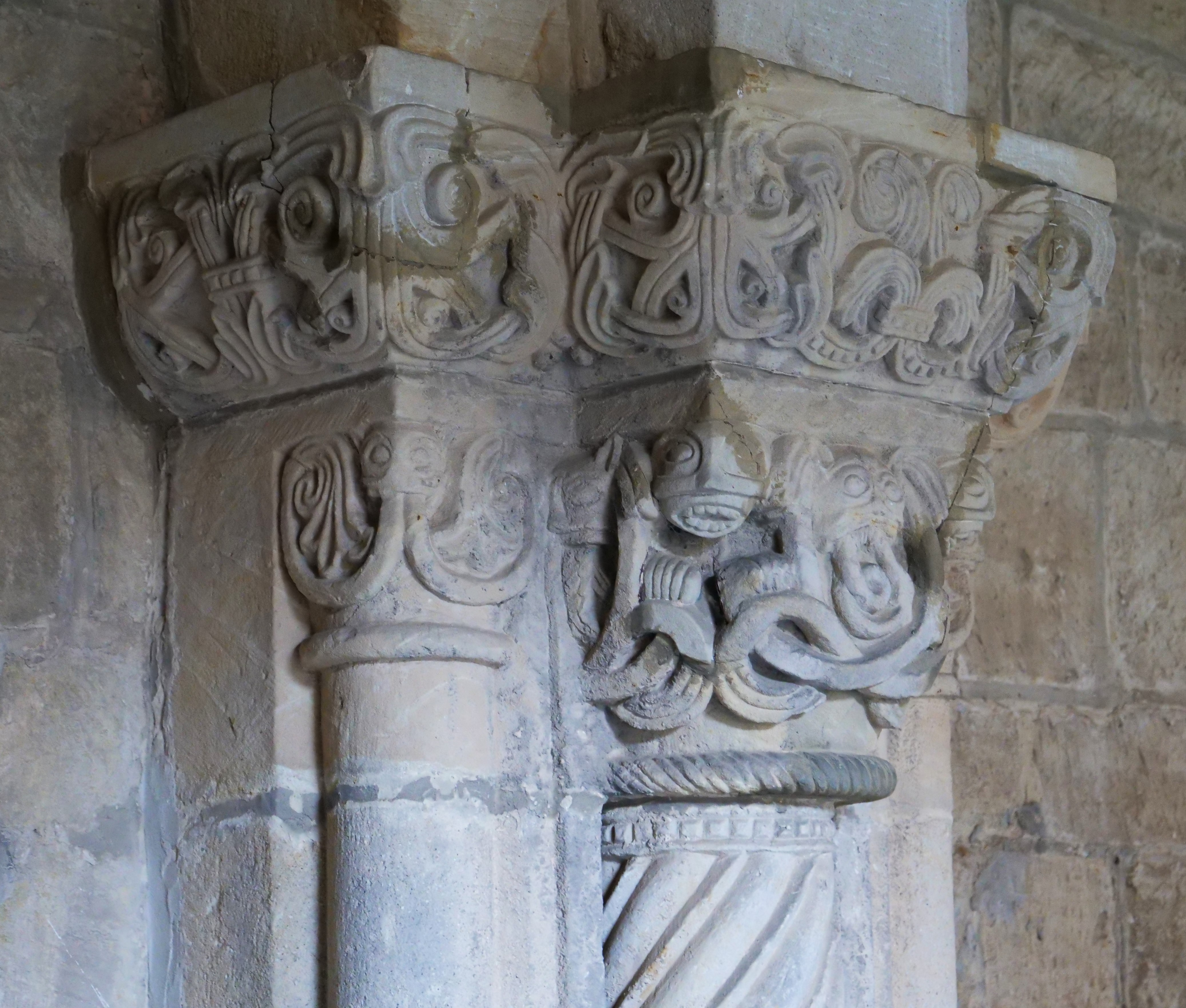
Kapitellgestaltung im Kreuzgang

#### Alltags und an gewöhnlichen Sonntagen
Die Stiftskirche war um 1500 eine Prozessionskirche, die diversen Altäre und Orte wurden entsprechend dem Kirchenjahr aufgesucht und einbezogen. Die tägliche Hauptmesse vollzog ein Stiftskanoniker am Hauptaltar im Ostchor, während sich die Stiftsdamen in ihrem Gestühl auf der südlichen Querhausempore befanden. Ein Sichtkontakt zwischen dem Geschehen am Hochaltar und den Damen bestand nicht, außer für die Singmeisterin, die ihren Platz auf der Empore neben dem Vierungspfeiler hatte. Auf der Empore verrichteten die Damen auch die üblichen Stundengebete Vesper und Vigil. Der Michaelsaltar auf dieser Empore stand in keiner Beziehung zu diesem Chordienst des Stiftskapitels. Messhandlungen an ihm wurden nicht in Gegenwart der Damen vorgenommen. An gewöhnlichen Sonntagen fand vor der Hauptmesse eine Prozession der Stiftsdamen statt, die durch den Kreuzgang erfolgte, wo eine Statio in der am Kreuzgang gelegenen Marienkapelle erfolgte. Von dort zog der Konvent durch die westliche Verbindungstür der Kirche zum Kreuzgang in die Kirche ein, durch das Mittelschiff mit den Gräbern der Äbtissinnen und Geros und über die Chortreppe auf die Empore.

#### An Festtagen
An besonderen Festtagen war der liturgische Ablauf weit farbiger und individueller. Für jeden Feiertag war genau geregelt, welche Gruppe wann welche Handlung vollzog. Exemplarisch hierfür ist der Ablauf am Palmsonntag. Zur Prim befanden sich die Kanoniker im Hochchor, die Stiftsdamen auf der südlichen Querhausempore. Nach der Prim erhoben sich die Kanoniker aus ihrem Gestühl und zogen in Prozession über die Chortreppen ins Mittelschiff. Dort trafen sie auf die Prozession der Stiftsdamen, die über die Chortreppe ihre Empore verlassen hatten, und die den Kanonikern nun vor den Eingang des Heiligen Grabes folgten. Dort stellten sich die Stiftsdamen nach Osten gewendet auf und sangen ein Antiphon, während die Kleriker in das Heilige Grab eintraten. Dort nahmen sie das Gemmenkreuz mit der Dornreliquie auf und trugen es hinaus. Die Kleriker begaben sich mit dem Kreuz zum Kreuzaltar und stellten es dort auf. Nach dem Ende des Antiphons begaben sich auch die Damen zum Kreuzaltar, wo Kanoniker und Stiftsdamen gemeinsam einen Hymnus anstimmten. Nach diesem zog der Damenkonvent wieder auf die Empore, um dort die Terz zu singen. Nach der Terz wurden vor der Schranke des Hauptchores die Palmzweige geweiht und vom Diakon an die Kanoniker und Stiftsdamen verteilt. Die Damen prozernierten mit den Zweigen durch die westliche Tür in den Kreuzgang, durch diesen hindurch Kreuzgang und wieder zurück in die Kirche vor den Kreuzaltar, zu dem sich inzwischen auch die Kanoniker begeben hatten. Es folgte ein Hymnus, danach begaben sich zuerst die Damen, dann die Kanoniker und zuletzt der Hebdomadar vor dem Kreuz zur Verehrung in Proskynese. Im Anschluss trugen Hebdomadar und Diakon das Kreuz vom Kreuzaltar zur Chorschranke, vor der es aufgestellt wurde. Alle Gruppen begaben sich dann in ihre Gestühle, um der Hauptmesse beizuwohnen. Nach der Vesper versammelten sich die Stiftsdamen im Gestühl des Katharinenaltars, die Kanoniker auf der Bank am Cyriakusbild westlich davon. Die Singmeisterin sang ein Antiphon, während der Einzug Jesu in Jerusalem dargestellt wurde, indem ein Diakon und ein Subdiakon einen hölzernen Palmsonntagsesel aus dem Westteil der Kirche durch das Kirchenschiff zum Petersaltar unter der Stiftsdamenempore zogen. Anschließend begaben sich die Stiftsdamen und die Kanoniker in ihre üblichen Gestühle zur Komplet. An diese schloss sich die Nachtruhe an.

## Ausstattung

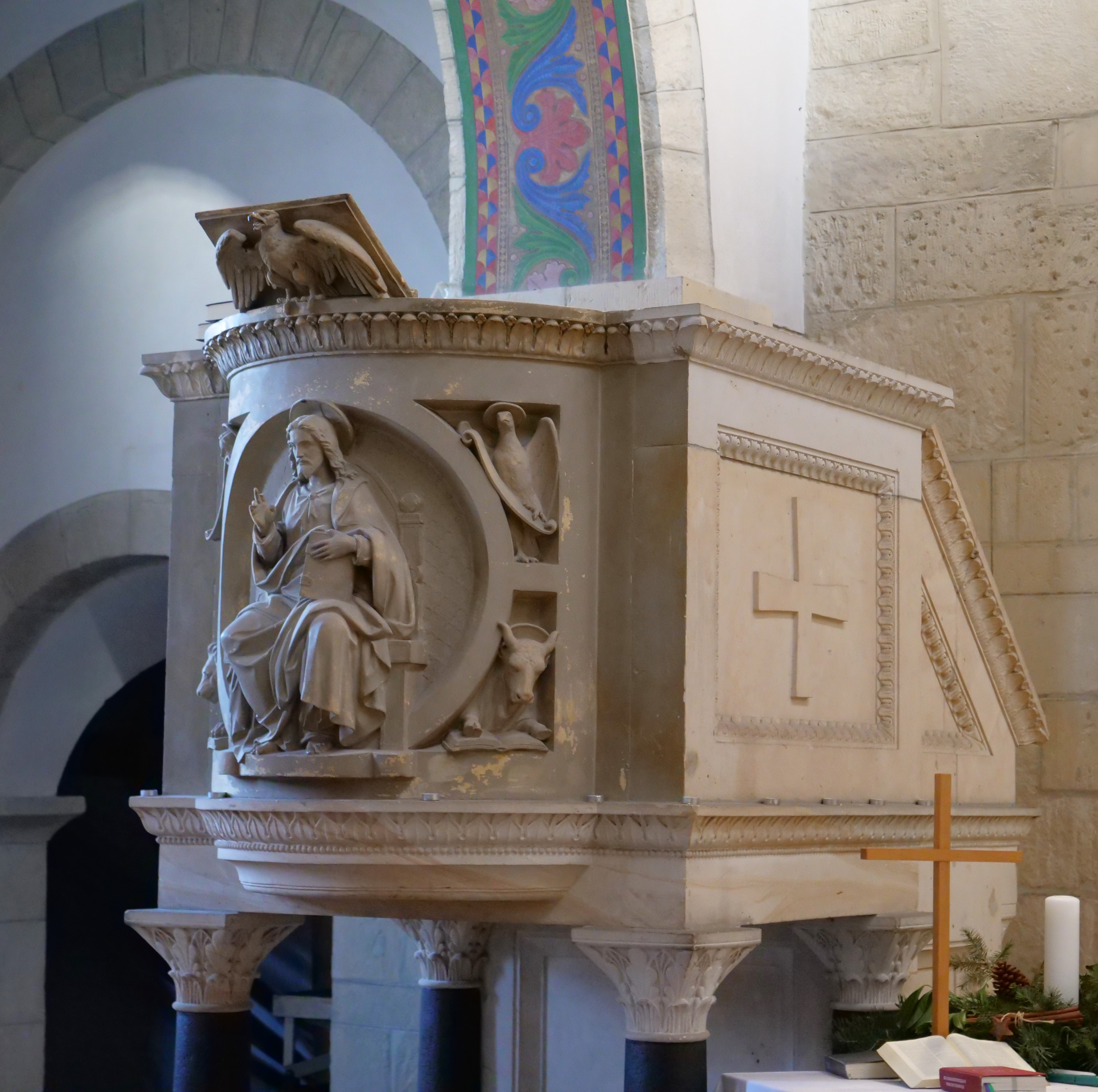
Kanzel

Von der reichen Ausstattung des ottonischen Baus haben sich nur wenige Reste erhalten, da diese 1616, als das Stift aufgelöst war, von den Reformierten entfernt wurde. Die schlichte Ausstattung der Reformierten ist ebenfalls nicht mehr vorhanden. Die heutige Ausstattung ist im Wesentlichen historistisch und wurde nach der Restaurierung geschaffen. Über die Zeit erhalten blieben lediglich einige Grabplatten von Äbtissinnengräbern, die 1519 neu geschaffene Tumba des Stiftsgründers Gero und das Heilige Grab.

### Liturgische Einrichtung um 1500
Aus der Stiftsbibliothek sind ein Brevier des ausgehenden 15. Jahrhunderts sowie ein Prozessionale von 1502 erhalten. Aus diesen Schriften und Baubeobachtungen kann die liturgische Situation im Stift Gernrode um 1500 rekonstruiert werden.

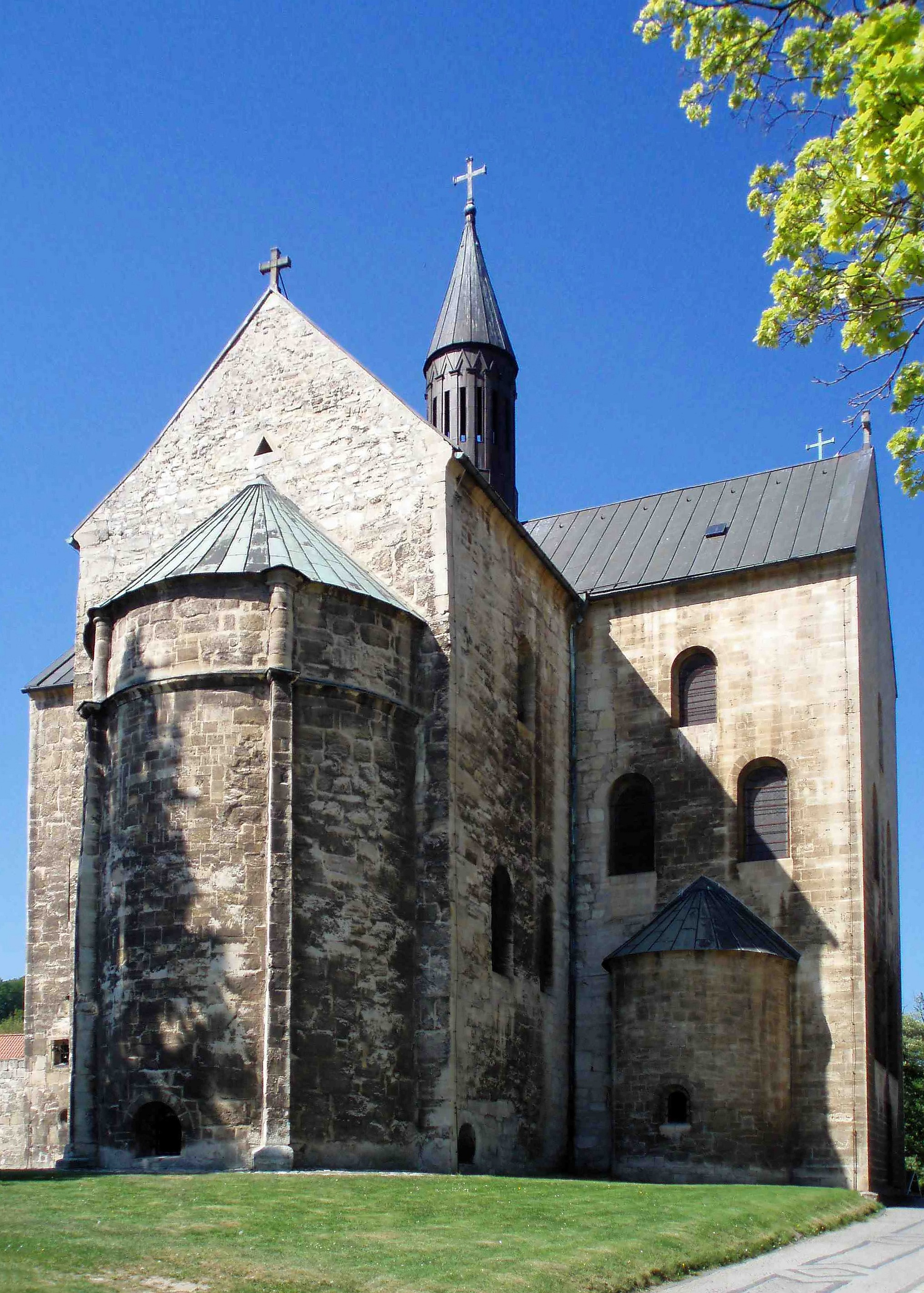
Ostchor und nördliches Querhaus

Die Stiftskirche verfügte um 1500 über zahlreiche Altäre, deren Aufstellungsorte teilweise bekannt sind, teilweise aus den Quellen erschlossen wurden:
- Der Hauptaltar, gewidmet St. Cyriakus, mit dem Schrein der Cyriakus-Reliquie stand in der östlichen Apsis. Nördlich davon stand das Sakramentshäuschen, davor das Gestühl der Stiftskanoniker, das durch eine Schranke vom Rest der Kirche getrennt war.
- Die Ostkrypta enthielt einen Altar der 11.000 Jungfrauen der Ursulalegende. Die Verehrung dieser Heiligen in Gernrode dürfte entweder auf den Kontakt Geros mit Erzbischof Brun zurückzuführen sein oder auf die Verwandtschaft Geros mit dem Erzbischof Gero von Köln.
- In der Vierung befand sich das Stiftergrab, das vermutlich durch eine Öffnung zur Krypta an der Heilswirkung der in der Confessio aufbewahrten Reliquie teilgenommen hat. Um 1500 war diese Reliquie auf dem Hauptaltar, so dass die Fenestella und die Confessio vermauert waren.
- Im nördlichen Querhaus stand unten ein Marienaltar, in der oberen Etage befand sich ebenfalls ein Altar, da dort eine Piscina nachgewiesen ist. Westlich vor dem unbekannten Altar befand sich die Schatzkammer, die auch als Sakristei diente.
- Im unteren Geschoss des südlichen Querhauses stand der Altar des Heiligen Petrus. Auf der Empore darüber befand sich ein Michaelsaltar, vor dem sich das Hauptgestühl der Stiftsdamen befand.
- Im Triumphbogen zwischen Vierung und Kirchenschiff stand ein Kreuzaltar. Über diesem konnte durch Baubeobachtung die Existenz eines Triumphkreuzes nachgewiesen werden. Vor dem Triumphbogen befand sich die Grablege der Äbtissinnen, mit dem Grab Hathuis in der Mitte der ersten Reihe vor dem Kreuzaltar.
- Im Mittelschiff befand sich ferner ein Allerheiligenaltar, der über ein eigenes Altargestühl verfügte und vermutlich durch Schranken von der Kirche abgetrennt war. Vor der Westseite des Gestühls bestand noch genügend Platz, um durch die mittig angeordnete Treppe in die Westkrypta zu gelangen.
- Im Westchor befand sich der Altar des Metronus. In der Krypta unter dem Westchor befand sich vermutlich der Reliquienschrein dieses Heiligen, möglicherweise auch noch ein weiterer Altar.
- Im nördlichen Seitenschiff befand sich am östlichen Ende der Altar der Heiligen Katharina mit eigenem Gestühl, weiter westlich davon befand sich ein Bild des Heiligen Cyriakus.
- Im südlichen Seitenschiff befand sich das Heilige Grab mit dem symbolischen Sarkophag Christi. In der östlichen Vorkammer des heiligen Grabes stand ein Altar des Heiligen Ägidius, vor der westlichen Schauseite des Heiligen Grabes ein Altar des Heiligen Johannes des Evangelisten, der auch über ein eigenes Gestühl verfügte.

### Heiliges Grab

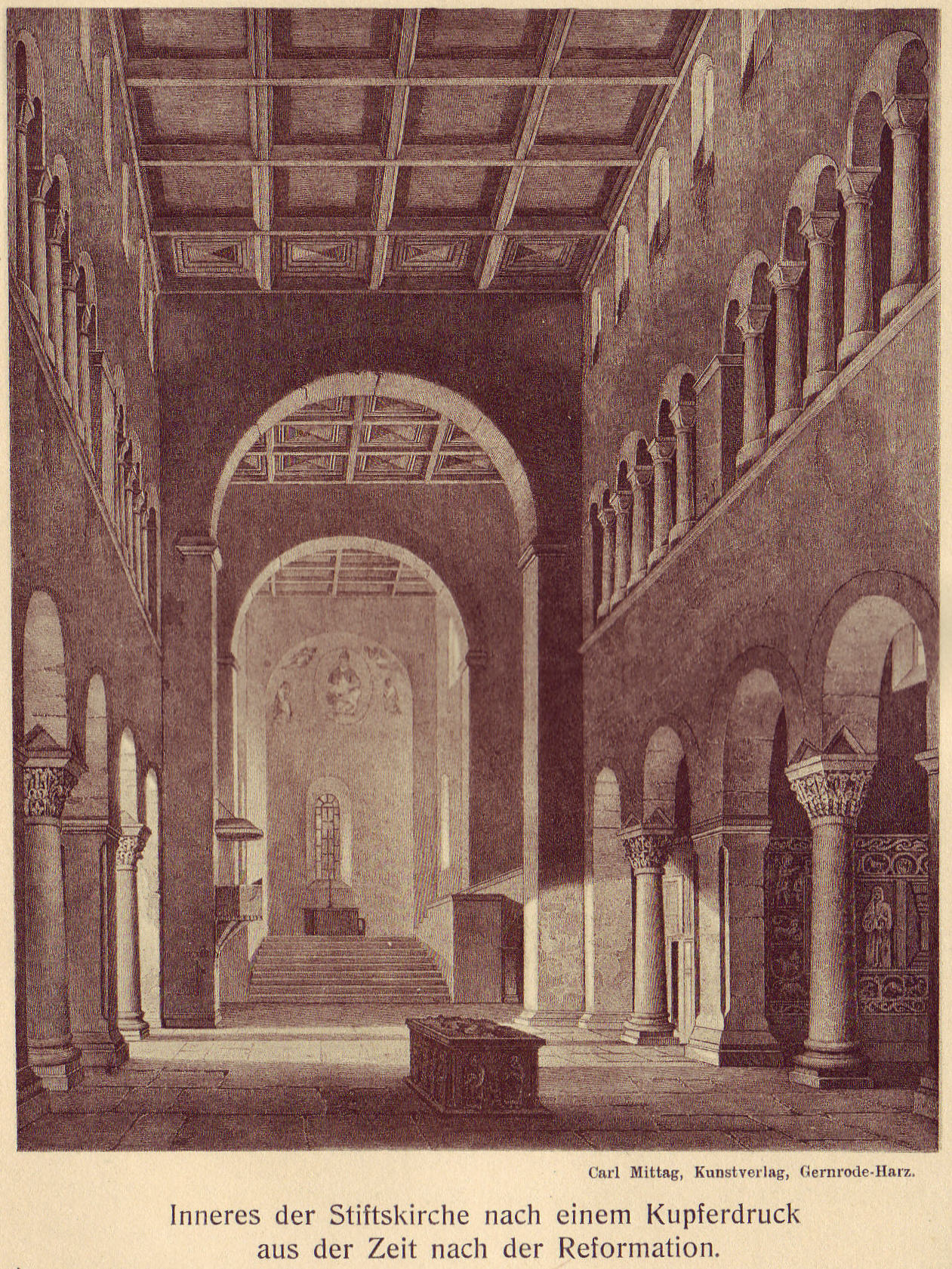
Blick ins Mittelschiff nach Osten, rechts das Heilige Grab, um 1850

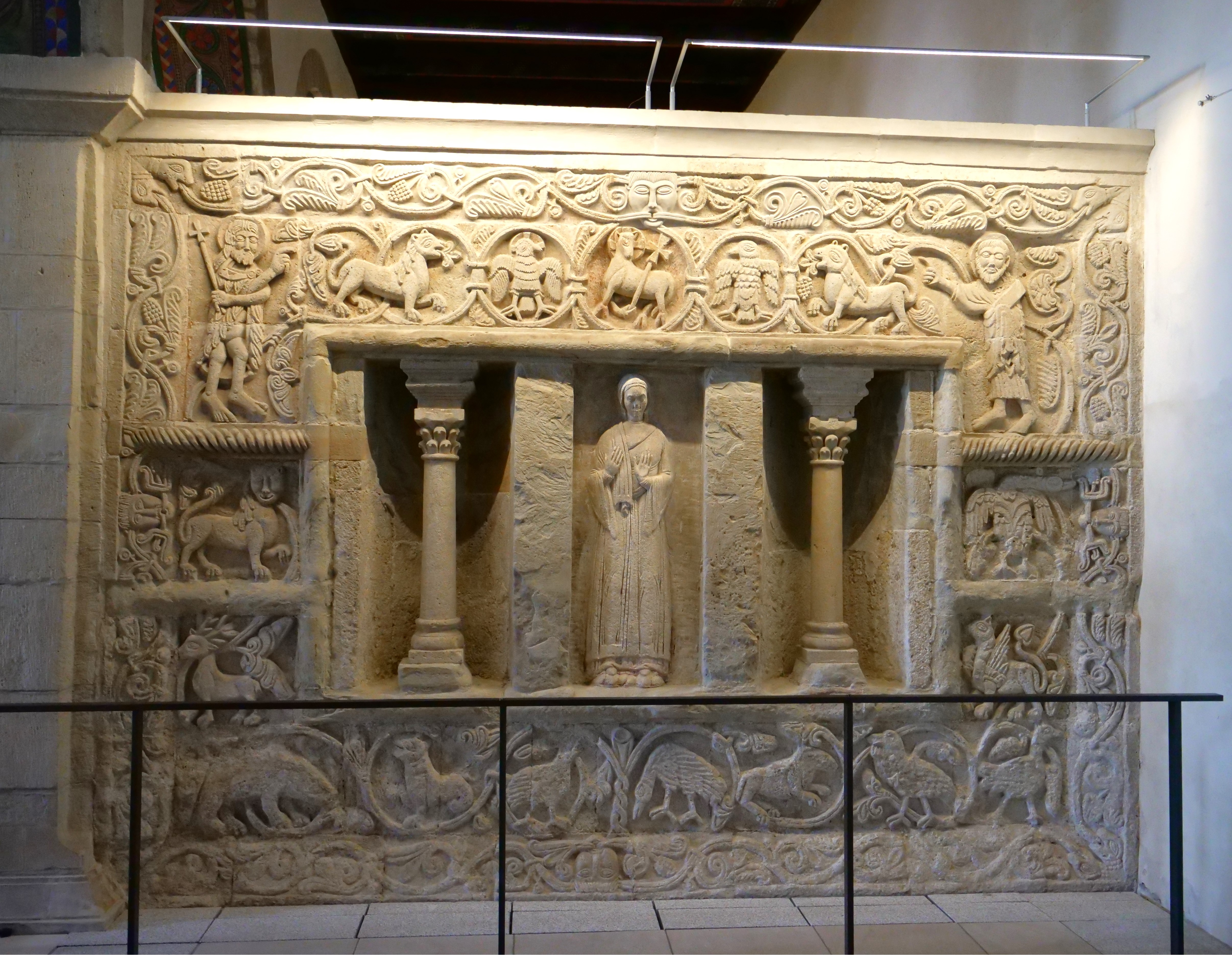
Heiliges Grab Westansicht

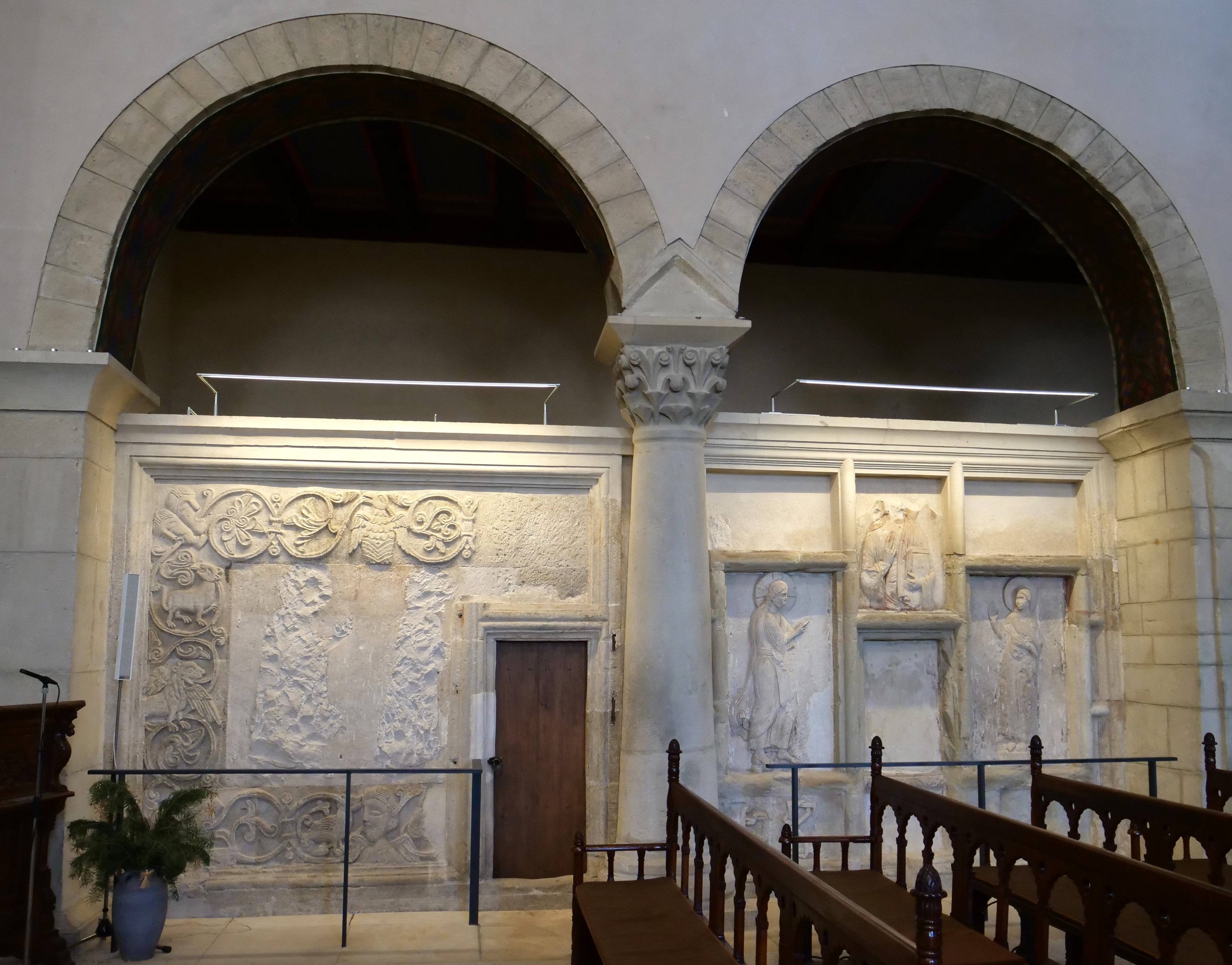
Heiliges Grab Nordseite

Das Heilige Grab befindet sich im südlichen Seitenschiff. Seine genaue Datierung ist umstritten. Es steht jedenfalls fest, dass es beim romanischen Umbau der Kirche bereits vorhanden war, somit handelt es sich um das älteste erhaltene Heilige Grab in Deutschland. Das Heilige Grab hatte eine wichtige Funktion in der Gernroder Stiftsliturgie während der Ostertage. Im Rahmen liturgischer Osterspiele, die für Gernrode aus einer erhaltenen Handschrift rekonstruiert werden konnten, aber auch aus anderen Frauenstiften wie Essen bekannt sind, wurde am Karfreitag der vom Kreuz genommene Korpus in den Sarkophag des Heiligen Grabes gelegt. In der Auferstehungsliturgie des Ostersonntags wurde er dann wieder feierlich daraus hervorgeholt und den anwesenden Gläubigen gezeigt.
Das Grabmal setzt sich aus einem offenen Vorraum und der eigentlichen Grabkammer zusammen. Der Vorraum ist vom Mittelschiff der Kirche durch eine kleine Tür begehbar, die Grabkammer ist nur über diesen Vorraum erreichbar. Dieser Zustand war jedoch nicht der ursprüngliche.
Der gesamte Reliefschmuck des Heiligen Grabes bezieht sich auf das Thema der Grablegung und der Auferstehung. Hier wurde erstmals in Deutschland nach Vorbildern aus der byzantinischen Kleinkunst, beispielsweise Buchdeckeln und Elfenbeinkästchen, ein Werk monumentaler Plastik errichtet. Wie bei den byzantinischen Vorbildern werden die Figuren von Rankenbändern umgeben. Leise, verhalten, von individueller Physiognomie und zarter Bewegung verkünden diese Figuren das heilige Geschehen.
Die Westwand zeigt auffallend reichen plastischen Schmuck; in der Literatur wird sie daher häufig eine „Predigt in Stein“ genannt. Die Mitte der gestalteten Wand nimmt die Stuckplatte mit einer stehenden weiblichen Figur ein. Diese Figur wurde früher als Stifterin gedeutet; heute erkennt man in ihr zu Recht die vor dem Grabe stehende Maria Magdalena. Ein breites umlaufendes Rahmenband schließlich grenzt die Mittelgruppe ein. Dieses Band ist unterteilt in eine äußere Weinranke mit Trauben, die von Schlangenköpfen ausgeht, und eine innere Ranke, welche große Schlingen ausbildet, in die Menschen- und Tiergestalten eingeflochten sind. In der Mitte der oberen Ranke steht das Lamm Gottes (Opfertod), in der linken oberen Ecke Johannes der Täufer und in der rechten oberen Ecke Moses, beide Vorläufer, Wegbereiter für Christus, sie weisen auf das Lamm Gottes hin. Zur Seite der beiden alttestamentlichen Figuren je ein Löwe. Der Löwe ist hier ein gutes Tier, ein Hinweis ist gegeben durch seine Zähmung, er frisst von den Weintrauben. Der Vogel mit dem Nimbus wird als Phönix anzusehen sein, das immer wiederkehrende Symbol für die Auferstehung. Der Vogel auf der anderen Seite des Lammes ist ein Adler. Auch er ist ein Christussymbol, da er nach alter Meinung von allen Vögeln am höchsten fliegt und in die Sonne blicken kann (Gleichnis für die Himmelfahrt Christi). Auch die anderen Bildelemente lassen sich in dieser Weise symbolisch dem Generalthema zuordnen.
Die Bildertheologie dieser Westwand teilt sich in eine obere und eine untere Zone; die untere ist den irdischen Wesen, den Sterblichen vorbehalten, die leicht der Sünde verfallen können. Ihr gegenüber stellt sich der Bereich der Erlösung in der oberen Zone, in dessen Mittelpunkt das apokalyptische Lamm erscheint; die übrigen Symbole weisen auf die Grundtatsachen der christlichen Lehre hin: Opfertod, Auferstehung und Himmelfahrt.
Die Nordwand zeigt rechts von der Säule eine Christusfigur und noch weiter rechts Maria Magdalena. Beide Figuren zusammen bilden eine sog. Noli-me-tangere-Gruppe. „Noli me tangere“ heißt übersetzt „Rühr mich nicht an“. Gemeint ist damit in der Ikonographie der religiösen Kunstgeschichte eine Darstellung des auferstandenen Christus, der nach Johannes 20,14–18  der Maria Magdalena als Gärtner erscheint und sich mit abweisenden Armbewegungen dagegen sträubt, von ihr berührt zu werden. Die weichen, zurückhaltenden Formen deuten an, dass man noch der Kunst des 11. Jahrhunderts verpflichtet ist, die Verfestigung der späteren Jahre der Romanik kennt man noch nicht.
Die Öffnung in der Wand zum Mittelschiff bildete eine Wirkungsquelle, die die Heilswirkung der im Heiligen Grab geborgenen Reliquie, eines in ein Gemmenkreuz eingearbeiteten Dornes der Dornenkrone Christi, auf die davor im Mittelschiff begrabenen Äbtissinnen ausstrahlen ließ. Ein Oculus in der Außenwand der Kirche erlaubte eine entsprechende Ausstrahlung in den Kreuzgang, wo die übrigen Würdenträger des Stifts begraben waren.

### Grabmal des Markgrafen Gero

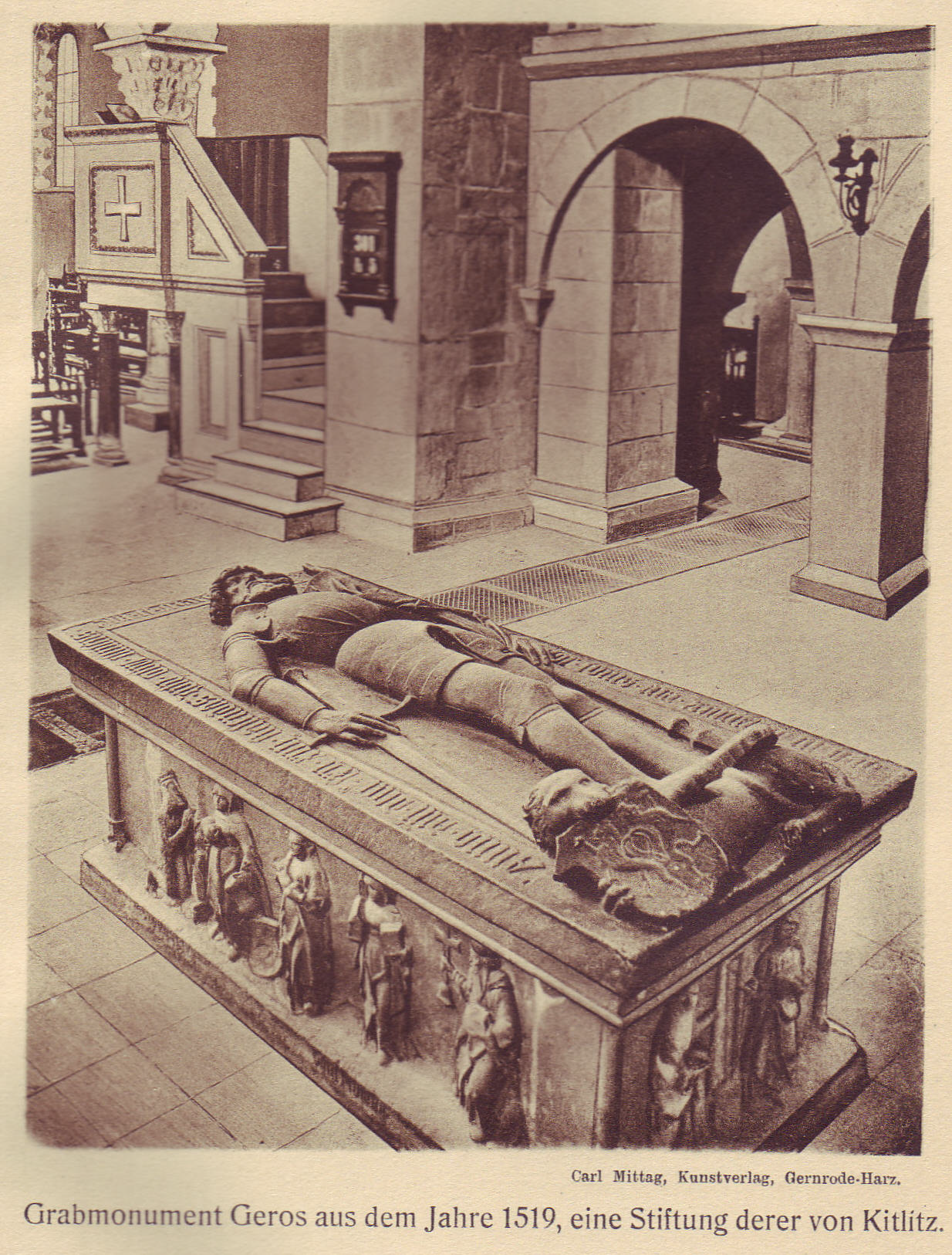
Das Grabmal Geros

Das Hochgrab für den als Stifter verehrten Markgrafen Gero wurde 1519 in der Vierung der Stiftskirche errichtet. Es war eine gemeinsame Stiftung der Äbtissin Elisabeth von Weida und der Pröpstin Ursula von Kittlitz, beider Wappen ist auf den Seiten der Tumba abgebildet. Es ist aus Sandstein hergestellt und misst 94 Zentimeter in der Höhe, 99 Zentimeter in der Breite und 212 Zentimeter in der Länge. 
Auf den Seitenflächen befinden sich mehrere auf dem Sockel stehende Figuren. Auf der Nordseite sind dies Andreas, Mathias, Johannes der Täufer und Petrus. Die Südseite zeigt Figuren der Heiligen Antonius und Hedwig (die Figur hält ein Modell der Kirche in der Hand – möglicherweise sollte hier die erste Äbtissin des Stiftes Hathui (Hedwig) dargestellt werden), daneben noch Figuren von Maria, Elisabeth von Thüringen und Onofrius. Die beiden Schmalseiten bieten nur Platz für je zwei Figuren. Auf der Westseite sind mit Cyriakus und Metronus die Stiftspatrone dargestellt, an der Ostseite finden sich die Apostel Philippus und Thomas.
Die Figuren der Seiten haben im Gegensatz zur Liegefigur auf dem Deckel der Tumba keine hohe künstlerische Qualität. Die Deckplatte zeigt den Markgrafen im Hochrelief in einer Rüstung vom Beginn des 16. Jahrhunderts. In seiner rechten Hand hält er ein Schwert, in seiner Linken eine Fahne. Die Füße sind auf einen Löwen gestützt, der einen Schild hält. Die Figur stammt möglicherweise aus der Werkstatt von Tilman Riemenschneider.
Das Grabmal wurde 1865 während der Renovierung der Stiftskirche geöffnet. Man fand darin die Knochen eines Mannes mit einer Körperlänge von 1,84 Metern.

### Tafelbild des Markgrafen Gero

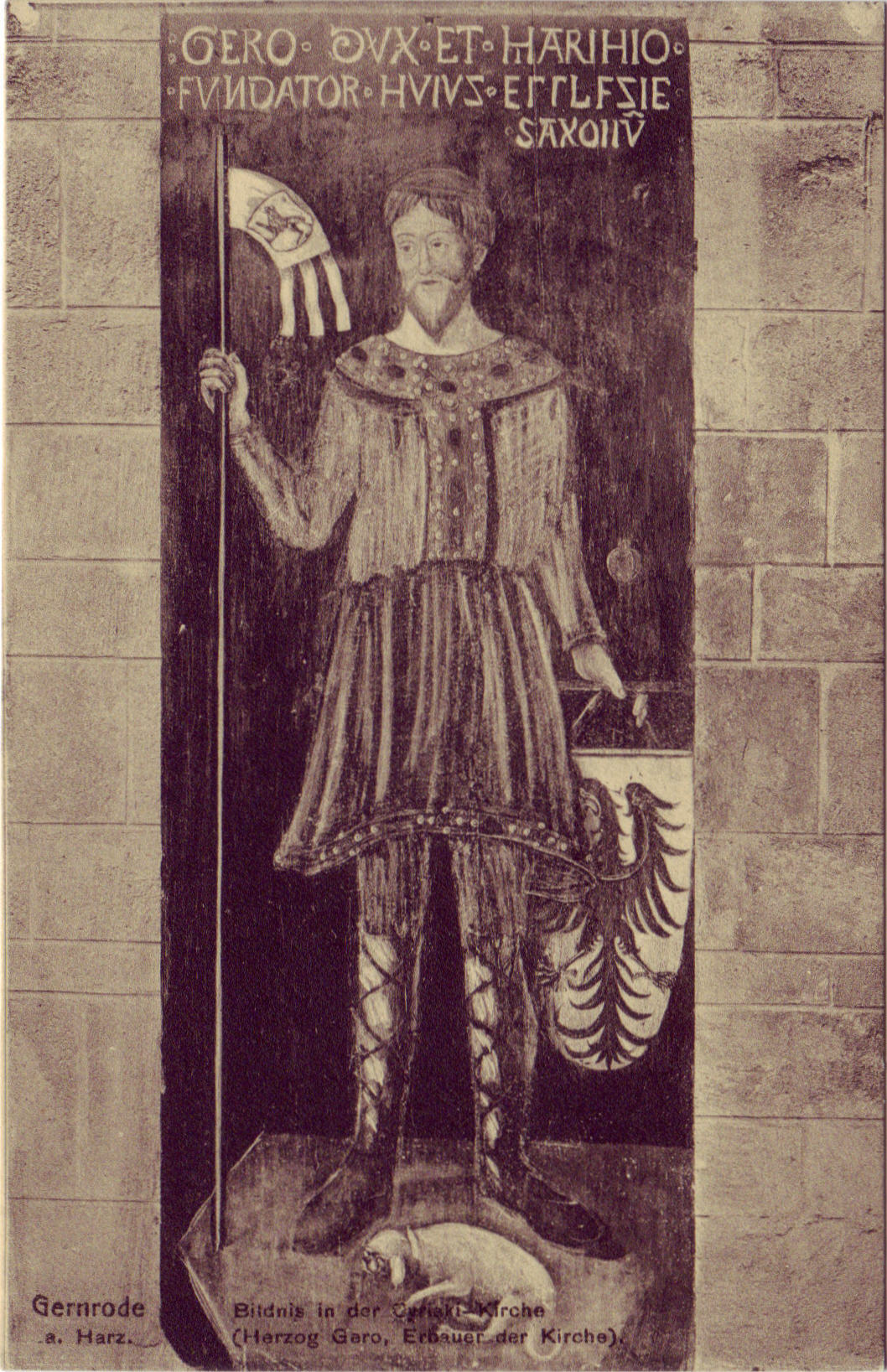
Tafelbild Geros

Auf der Südempore des Querhauses befindet sich ein Tafelbild des Markgrafen Gero, das zu Beginn des 16. Jahrhunderts entstand. Auf dem Bild ist frontal ein Mann in einem kurzen roten Leibrock mit Gurt zu erkennen, der auf einem flachen sechseckigen Sockel steht, auf dem außerdem noch ein Hund liegt. In der linken Hand trägt der bärtige Mann ein Richtschwert, über dessen Parierstange ein Schild mit aufgemaltem Adler hängt. Mit der erhobenen rechten Hand umfasst er eine Lanze mit einem Wimpel, auf dem ein schreitender Löwe zu erkennen ist. Die zahlreich mit Edelsteinen eingefassten Borten des Gewandes im Stil des 10. Jahrhunderts zeugen davon, dass es sich um eine hochrangige Persönlichkeit handelt. Die Inschrift GERO DVX ET MARIHIO FVNDATOR HVIVS EΓΓLFSIE SAXOIIṼ (Gero dux et marchio fundator huius ecclesiae saxonum) identifiziert den Abgebildeten als Markgraf Gero, den Stifter der Kirche.
Die malerische Qualität des Gemäldes ist niedrig. Kunsthistorisch bedeutend ist das Tafelbild für die Geschichte der frühen deutschen Skulptur. Es gilt in der Forschung als sicher, dass der Künstler des 16. Jahrhunderts auf eine wesentlich ältere Vorlage, möglicherweise die zeitgenössische Grabplatte, zurückgegriffen hat, von der auch die fehlerhafte Inschrift übernommen wurde. Wenn diese Annahme zutrifft, wäre dieses Tafelbild die Abbildung einer nicht mehr im Original vorhandenen Grabplastik, die eine der frühesten nachweisbaren im deutschsprachigen Raum wäre.

### Grabplatten
Die Äbtissinnen des Stiftes wurden bis ins 16. Jahrhundert vor dem Kreuzaltar bestattet. Bei den Grabstellen handelte es sich vermutlich um gemauerte Schächte, welche die Holz- oder Bleisärge aufnahmen und mit in den Kirchenboden eingelassenen Grabplatten verschlossen wurden. Die Grabplatten waren mit Inschriften gekennzeichnet, ab 1324 auch mit einer Darstellung der Verstorbenen. Bei einer Kirchenreparatur der Jahre 1830/31 wurden diese Grabplatten bis auf zwei zu den Treppenstufen verarbeitet, die zum Ostchor hinaufführen. Ihre Beschriftungen sind teilweise noch zu erkennen. Die beiden Platten, die von Quast noch vorfand, waren die Doppelgrabplatte der Äbtissinnen Adelheid vom Walde und Bertradis von Snaudit, die 1912 in die südliche Nebenapsis verbracht wurde, und die Grabplatte Elisabeths von Weida, die 1924 aufrecht vor dem nördlichen Epistelambo aufgestellt wurde.

### Taufstein

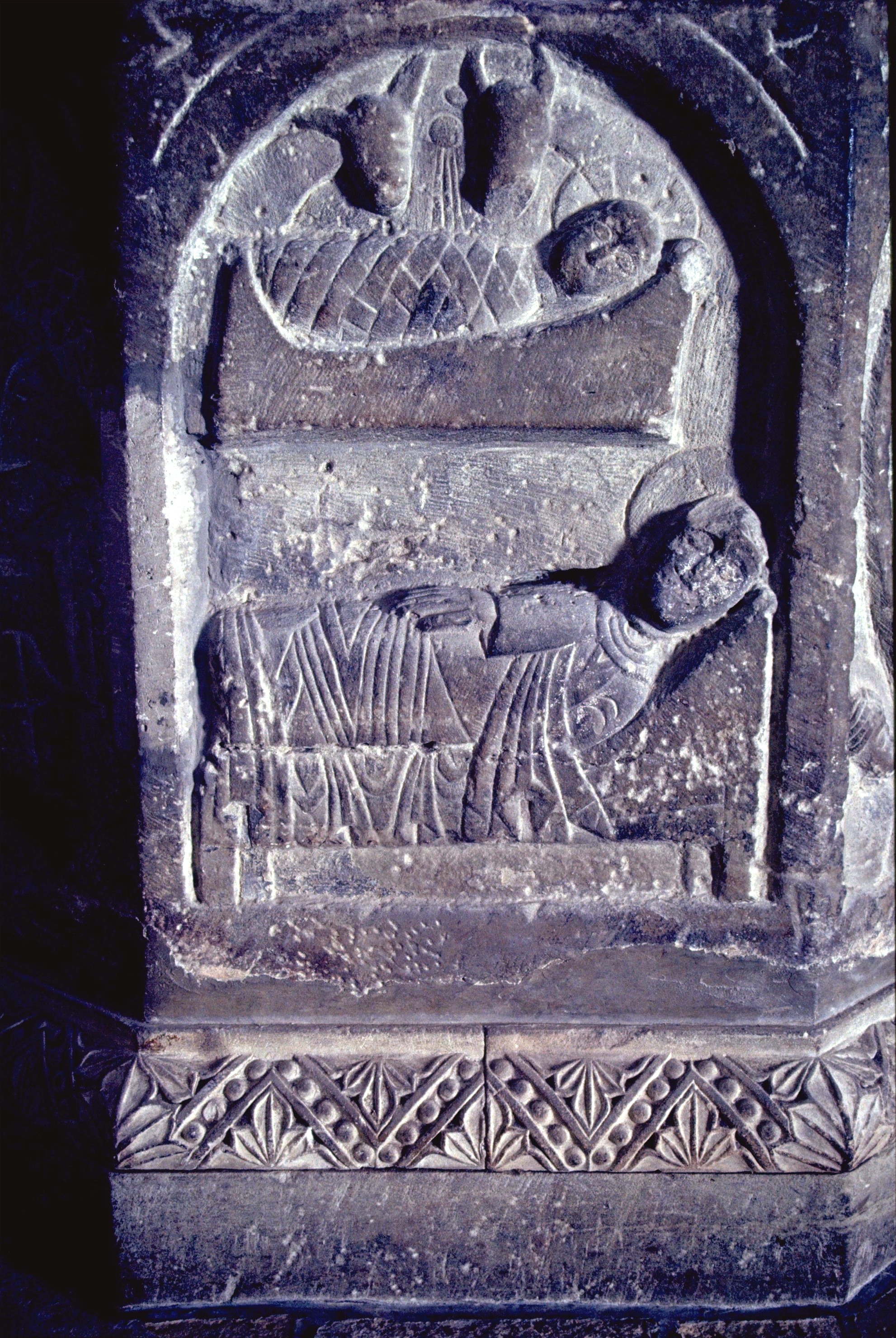
Taufstein der Stiftskirche St. Cyriakus, Gernrode

Ein romanischer Taufstein, der um 1150 gefertigt wurde, steht im westlichen Mittelschiff. Er gehörte nicht zur Ausstattung der Stiftskirche, sondern stammt aus der abgerissenen Kirche von Alsleben und wurde 1865 im Zuge der Neuausstattung von von Quast nach Gernrode gebracht. Das achtseitige Taufbecken ist tief in den Sandstein eingearbeitet und hat eine Höhe von 93 Zentimetern sowie einen Durchmesser von 120 Zentimetern. An den Rundbogennischen der Außenseiten ist es mit figürlichen Reliefs ausgestattet, die das Leben Christi darstellen, in zwei Dreiergruppen die Kreuzigung und den Salvator Mundi sowie in je einem Relief Himmelfahrt und Geburt Christi. Die Umsetzung der Darstellung erfolgte jedoch nur mit begrenztem künstlerischen Vermögen, beispielsweise stimmen die Proportionen der Figuren nicht. Der Stein wurde um 1150 gearbeitet. Der Sockel des Taufsteins ist eine Arbeit des 19. Jahrhunderts.

### Historistische Ausstattung
Von Quast ließ die Kirche mit neuen Glasfenstern ausstatten und mit großflächigen Wandgemälden ausmalen. Bei der Farbwahl rot, gold und blau orientierte er sich an Freskenresten des 13. Jahrhunderts, die er unter einer dicken Putzschicht in der Ostapsis fand. Um die Kirche wieder als Gottesdienstraum nutzbar zu machen, benötigte sie zudem eine Orgel. Von Quast ließ, um den Blick in die Westapsis mit dem von ihm gestalteten Wandgemälde des Jüngsten Gerichts nicht zu versperren, die Orgel teilen. Manuale und Pedalwerk sowie Blasebalg sind getrennt und rein mechanisch verbunden. Das Orgelwerk wurde mehrfach erneuert, zuletzt 1981, als ein Werk der Firma Schuster (27 Register auf zwei Manualen) eingebaut wurde.

## Orgel

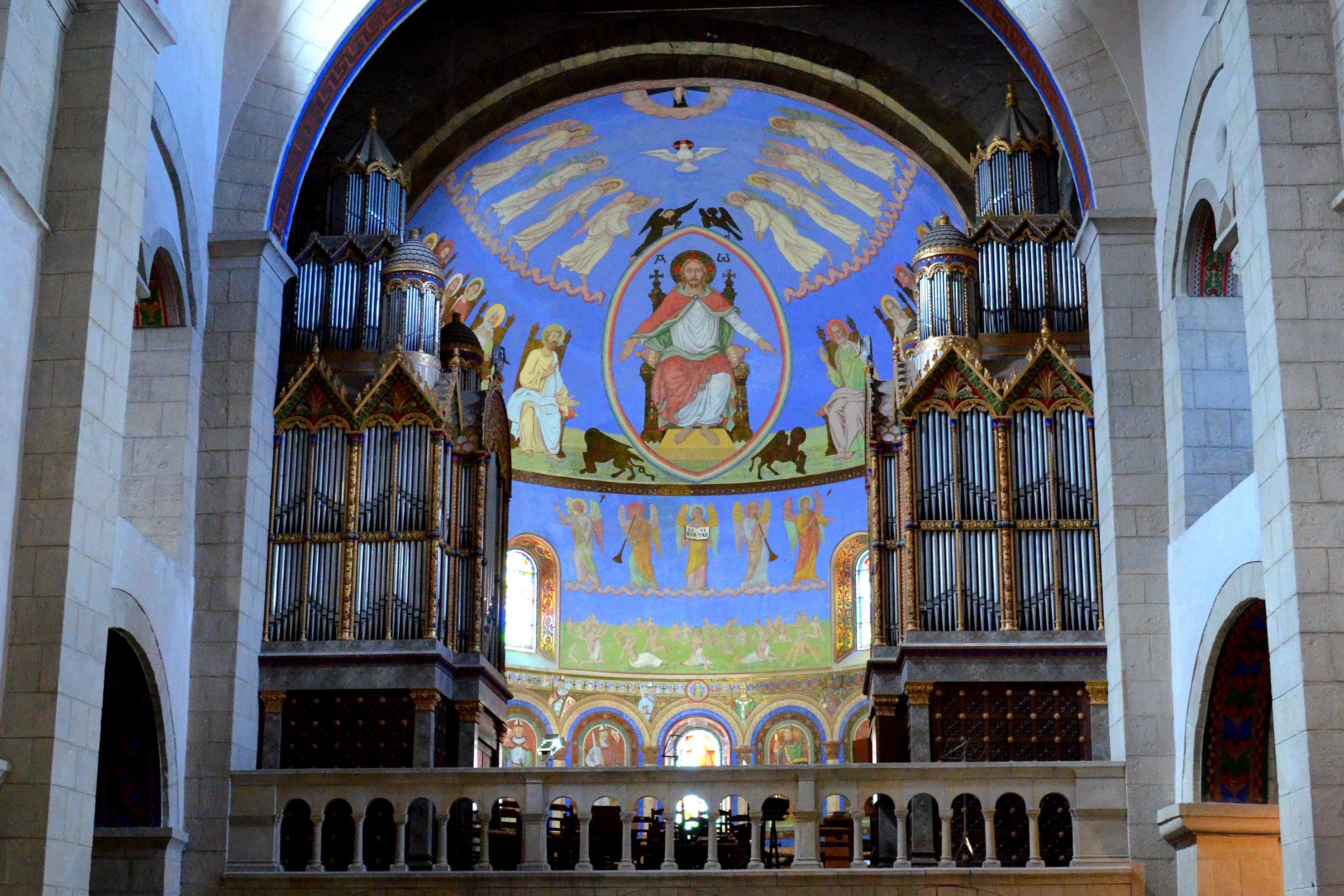
Blick auf die Orgel und die Ausmalung der Westapsis

Die Orgel wurde 1981 von dem Orgelbauer Schuster (Zittau) erbaut. Das Schleifladen-Instrument hat 27 Register auf zwei Manualen und Pedal. Die Spiel- und Registertrakturen sind mechanisch.
| I Hauptwerk C–g3 |            |         |
| 1.               | Pommer     | 16’     |
| 2.               | Prinzipal  | 08’     |
| 3.               | Rohrflöte  | 08’     |
| 4.               | Oktave     | 04’     |
| 5.               | Spitzflöte | 04’     |
| 6.               | Quinte     | 02 ⁄3′  |
| 7.               | Oktave     | 02’     |
| 8.               | Mixtur V   | 01 2⁄3′ |
| 9.               | Trompete   | 08’     |

| II Schwellwerk C–g3 |              |         |
| 10.                 | Gedackt      | 8’      |
| 11.                 | Quintaden    | 8’      |
| 12.                 | Prinzipal    | 4’      |
| 13.                 | Rohrflöte    | 4’      |
| 14.                 | Nasat        | 2 ⁄3′   |
| 15.                 | Gemshorn     | 2’      |
| 16.                 | Terz         | 1 3⁄5′  |
| 17.                 | Quinte II 0  | 1′+2⁄3′ |
| 18.                 | Oktave       | 1’      |
| 19.                 | Zymbel III   | 1⁄2′    |
| 20.                 | Vox Humana 0 | 8’      |
|                     | Tremulant    |         |

| Pedal C–f1 |              |        |
| 21.        | Subbaß       | 16’    |
| 22.        | Prinzipal    | 08’    |
| 23.        | Gemshorn     | 08’    |
| 24.        | Choralbaß    | 04'    |
| 25.        | Rohrpommer 0 | 04'    |
| 26.        | Mixtur VI    | 02 ⁄3′ |
| 27.        | Posaune      | 16’    |

- Koppeln (Nr. 8, 18,30): II/I, I/P, II/P.

## Glocken
Im Turm der Stiftskirche hängen drei Glocken. Die älteste Glocke ist die Barbarossa-Glocke. Ihre Herkunft ist nicht klar. Teilweise wird davon ausgegangen, dass sie anlässlich eines Besuchs von Kaiser Barbarossa im Jahre 1188 gegossen wurde; andere gehen davon aus, dass es sich um eine Glocke der Stephanikirche handelt. Die Glocke mit dem Schlagton f1 wurde zu Beginn des Zweiten Weltkrieges zu Rüstungszwecken zum Hamburger Glockenlager transportiert und wurde nach dem Krieg unversehrt aus den Ilsenburger Hirsch-Kupfer-Werken in die Stiftskirche zurückgeführt.